# Lesbian pulp fiction

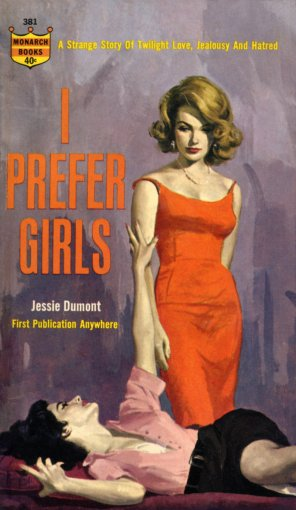
Couverture de I Prefer Girls par Jessie Dumont, illustration de Robert Maguire, 1963

La notion de Lesbian pulp fiction fait référence à tout roman au format de poche du milieu du XXe siècle dont le contenu et les thèmes sont ouvertement lesbiens.
La notion de Lesbian pulp fiction est fréquemment confondue avec le pulp, abréviation de pulp magazine dont les thèmes abordés allaient de la romance au récit fantastique, en passant par les histoires de détective et la science-fiction. Le Lesbian pulp fiction est lui-même un des thèmes abordés par les pulps, ce qui apporte une confusion de nom dans le langage populaire.
De nombreux éditeurs des années 1950 et 1960 publiant des romances, des westerns, des récits fantastiques, des histoires de détectives, etc. publiaient également des romans lesbiens. À cette époque, très peu d'ouvrages de littérature traitaient du lesbianisme. Les pulps étaient considérés fréquemment comme la seule référence en la matière et apportaient une vision de ce qu'est être lesbienne.
Stephanie Foote, professeur à l'Université de l'Illinois, a souligné le rôle important de ces romans dans la construction d'une identité lesbienne juste avant la deuxième vague du féminisme : « Les pulps ont été compris comme des indicateurs d'une histoire secrète des lecteurs, et ils ont été considérés parce qu'ils ont été lus. Plus ils sont lus, plus ils sont pris en compte, et plus ils sont lus, plus proche est la relation entre la zone de polarisation des lecteurs et la construction d'une communauté lesbienne… La lecture de ces romans permet aux personnes concernées par l'identité lesbienne de comprendre qu'elles ne sont pas seules ».
Les pulp fiction ou romans de poche (paperback fiction) ont été appelés ainsi en raison de leur ressemblance dans la présentation (ou même dans le contenu) avec les magazines imprimés sur du papier bon marché. Les livres étaient vendus dans les drugstores, les kiosques à journaux, les terminaux de bus et autres lieux d'achats à bas prix.
Le format du livre était suffisamment petit pour tenir dans un sac à main ou dans la poche arrière, d'où la combinaison du nom et du format livre de poche. C'étaient des ouvrages populaires et non des ouvrages dits de collection.

## Histoire
Au début du XXe siècle, seule une poignée de livres présentant des relations entre femmes furent publiés. Ces romans étaient cartonnés et parmi ceux-ci figurent :
- We Too Are Drifting - 1935, Gale Wilhelm publié chez Random House ;
- Pity for Women - 1937, Helen Anderson publié chez Doubleday ;
- Torchlight to Valhalla (en) - 1938 Gale Wilhelm publié chez Random House, ressorti en 1953 sous le format pulp fiction sous le titre de The Strange Path ;

We Too Are Drifting et Pity for Women ne connaissent pas une fin heureuse, image stéréotype de la relation lesbienne. Torchligt to Valhalla est le premier ouvrage de ce type à connaitre une fin heureuse. L'ouvrage The Price of Salt de Patricia Highsmith, (écrit sous le nom de plume de Claire Morgan) paru en 1952 est généralement référencé être le premier ouvrage lesbien à connaître une fin positive, mais Tochlight for Valhalla, paru en 1938 lui est antérieur.

### Après la Seconde Guerre mondiale
Après la Seconde Guerre mondiale est apparu un nouveau genre de littérature édité sur des supports à bas prix, adoptant le même concept peu coûteux du pulp magazine qui existait déjà au début du XXe siècle. Ces livres au format de poche et sur papier bon marché furent appelés les pulp fictions. Ils abordaient des thèmes précédemment considérés comme inconvenants, comme le crime, la drogue, les gangs, l'homosexualité. La forme de littérature habituelle n'était pas respectée et la censure ne pouvait intervenir dans tous les points de vente. Les éditeurs cependant craignaient la censure postale et certains prenaient soin de ne pas publier des histoires trop favorables à un mode de vie « déviant ». Les lesbian pulp fictions étaient vendus en de nombreux points accessibles à un public qui, d'ordinaire, n'avait pas accès à ce genre de fiction.
Des centaines de titres furent publiés entre 1950 et 1969 dans le thème Lesbian pulp fiction et des millions d'exemplaires de chaque titre furent vendus. L'achat et la lecture de ces livres ne furent toutefois pas aisés pour les femmes. Chaque achat équivalait à un coming out pour la femme face au caissier du magasin. L'écrivain Joan Nestle les a surnommés « livres de survie » et en décrit l'achat :

« Le fait de prendre le livre dans un rayon du drugstore et de se présenter avec ce livre au comptoir pour en régler l'achat était un geste difficile et effrayant pour la plupart des femmes. Cela était particulièrement vrai sous l'époque du maccarthysme. Tout à fait dans les normes de lecture d'aujourd'hui, ces livres ont été à ce point menaçants pour les femmes que celles-ci les cachaient, les brûlaient ou les jetaient »

.

### Women's Barracks
Le premier pulp abordant une relation lesbienne et publié dès 1950 fut Women's Barracks de Tereska Torres aux éditions Gold Medal Books. L'histoire est une version romancée du journal qu'elle a tenu durant son service dans les Forces françaises libres durant la guerre. Le livre devient rapidement un bestseller, vendu à plus de deux millions d'exemplaires durant les cinq premières années et la première publication pulp à évoquer franchement les conditions des mères célibataires et des relations lesbiennes. Au total, 4 millions d'exemplaires de ce livre ont été vendus aux États-Unis, et il a été traduit en treize langues. En 1952, Women's Barracks est présenté par le House Select Committee on Current Pornographic Materials (en) comme un exemple de livre de poche promouvant un relâchement moral. Quand The Feminist Press l'a réédité à New York en 2003, la presse l'a présenté comme l'un des livres ayant inspiré un nouveau genre d'écriture lesbienne et féministe aux États-Unis. Tereska a publié en 2011 une adaptation française sous le titre Jeunes femmes en uniforme. Son journal de guerre est paru en 2000 sous le titre Une Française Libre.

### Spring Fireet le début d'un genre
Tenant compte du succès du pulp Women's Barracks, Gold Medal Books publia un autre livre de poche ayant pour thème le lesbianisme, et finalement publia les livres les moins homophobes du genre.
Le pulp Spring Fire (en) écrit par Marijane Meaker sous le pseudonyme de Vin Packer est généralement considéré comme le premier livre de poche lesbien. La relation entre les deux personnages principaux est l'objet de l'histoire, alors que les relations décrites dans Women's Barracks englobaient plusieurs types de situations vécues par les femmes. Spring Fire est également le premier roman moderne écrit par une lesbienne. L'ouvrage fut édité par Gold Medal Books en 1952 et vendu à plus d'un million et demi d'exemplaires. Il s'agit d'une histoire d'amour entre deux étudiantes, Mitch et Leda.
Les fins tragiques de Women's Barracks et Spring Fire (suicide et folie) sont typiques des romans pulps. L'éditeur de Marijane Meaker lui confia que les pulps circulaient par la voie postale et que tous les envois qui transitaient par les US postal étaient soumis à un contrôle de censure imposé par le gouvernement. Les éditeurs devaient faire en sorte que les livres ne puissent être une incitation à l'homosexualité. Les personnages ne pouvaient être simultanément homosexuels et heureux en fin de livre. Les personnages du livre devaient soit renoncer à leur relation et se mettre en couple avec un homme, soit si la relation homosexuelle perdurait, mourir, être atteint de folie, ou subir un sort tout aussi effrayant.
Bien que publié à l'origine sous un format broché (mais rapidement édité en pulp), le roman The Price of Salt écrit par Patricia Highsmith sous le pseudonyme de Claire Morgan est le premier à faire exception dans l'aboutissement de l'histoire.
Odd Girl et The Third Sex écrits par Artemis Smith, le nom de plume d'Annselm Morpurgo, philosophe et militante féministe du début des années 1950, furent finalement publiés par Beacon Books en 1959, après avoir essuyé de multiples refus de la part de la plupart des éditeurs. Contrairement aux romans pulps du début, ces romans comportaient des positions politiques fortes influençant la formation de mouvements réclamant des droits aux homosexuels à la fin des années 1950. Le roman Odd Girls, dont le titre original est Anne Loves Beth a été imprimé à l'encre bleue par les éditeurs de pulps.

### Déclin
En 1964, Desert of the Heart (en) écrit par Jane Rule (éd. Macmillan of Canada) et en 1965 Mrs. Stevens Hears the Mermaids Singing écrit par May Sarton furent publiés tous deux par des éditeurs grand public avec un certain succès. Le livre Patience and Sarah (en) (originellement auto-publié par l'auteur Alma Routsong en 1969) fut considéré comme le premier roman d'un éditeur féministe. En 1973, Barbara Grier fonda les éditions Naiad Press comportant principalement des livres dont le thème est le lesbianisme. La croissance de l'industrie pornographique après une série de décisions de la Cour suprême des États-Unis contre la censure sur le matériel pornographique mit en évidence que les livres devaient être plus illustrés. Cela mena au déclin du Lesbian pulp fiction. Des auteurs, tels que March Hastings et Paula Christian déclarèrent toutes deux que leurs éditeurs perdurent un intérêt pour leur sujet au cours des années 1960. D'autre part, l'opinion publique se désintéressa des romans où étaient relatées des relations de lesbiennes qui connaissaient un aboutissement heureux dans un monde où cela ne leur était pas permis.

### Réémergence des fictions populaires lesbiennes
De la même manière que pour les Lesbian pulp fiction au cours des années 1950/1960, les nouvelles technologies ont permis l'arrivée d'une nouvelle vague de littérature de poche lesbienne depuis les années 1980 jusqu'à ce jour. Au cours des années 1980 et 1990 les fanfictions firent leur apparition et ont permis la mise en avant de centaines d'auteurs de romans, d'histoires, de nouvelles et de séries les mettant à disposition du public sur Internet. Ces publications online sont restées populaires. De nombreux auteurs de fanfiction quittèrent le concept et ont écrit leurs propres romans. Avec la multiplication de petites imprimeries, l'apparition de la publication assistée par ordinateur et la possibilité de publier sur demande, de nouveaux romans lesbiens ont vu le jour. L'arrivée du XXIe siècle a vu la naissance d'une douzaine d'éditeurs de romans lesbiens et autres thèmes, assurant la sortie annuelle de centaines de nouveaux titres. Les trois plus grands éditeurs à l'aube de ce nouveau millénium sont Bella Books, Bold Strokes Books (en) et Regal Crest Enterprises (en).
Les dernières techniques d'innovation, les livres numériques (E-books), donnant une lecture sans impression, ont permis la réédition d'anciens romans pulp au format numérique. La plupart des nouvelles publications actuelles sont également rééditées au format numérique.
Depuis le début des années 2000, de nouvelles histoires de Lesbian Pulp Fiction sont écrites par Monica Nolan et publiées chez Kensington. Mabel Maney (en), auteure californienne, relance également le genre avec ses séries Nancy Clue et Jane Bond.

## Contenu
Le contenu et la qualité des livres sont très variables. Les auteurs des Lesbian pulp fiction étaient masculins et féminins et faisaient parfois usage de pseudonymes, les écrivains masculins utilisaient fréquemment des noms féminins, mais l'inverse existe également. Un ouvrage documentaire synthétise : « La grande majorité des Lesbian pulp fiction fut écrite par des hommes, ces pulps étaient destinés à répondre aux fantasmes des hommes sérieux… Mais environ 40 ou 50 romans (pulp) lesbiens étaient écrits par des femmes, et étaient suffisamment bons pour devenir des classiques sous-jacents… Les pulps ont permis également aux lesbiennes des villages isolés de constater qu'elles n'étaient pas les seules lesbiennes au monde ».
L'écrivain Yvonne Keller divise les romans de Lesbian pulp fiction en deux catégories : les « pro-lesbiennes » et les « aventures viriles ». Les pulps pro-lesbiens sont généralement écrits par des femmes et pour les femmes, racontant une histoire d'amour entre femmes, avec des personnages bien équilibrés, et sans descriptions détaillées d'ébats sexuels. Les aventures viriles sont plus orientées vers un personnage principal masculin et mettant en avant des descriptions de scènes de sexe. L'écrivain Paula Christian décrit son inspiration pour écrire ses romans : « Les romans de fiction actuels racontent des histoires d'instabilité, de violence, et de sensationnalisme… Je voulais simplement montrer l'autre face ».
Toutefois, la majorité des livres du Lesbian pulp fiction ont généré des mythes sur les lesbiennes et le lesbianisme. Les femmes qui ne sont pas accompagnées par un homme peuvent être séduites et violées par des prédatrices lesbiennes (généralement des femmes « hommasses »). Les lesbiennes en prison, à l'armée et dans les pensionnats était des sujets grandement utilisés. Le lesbianisme était fréquemment associé à d'autres thèmes considérés comme choquants et orduriers à l'époque : la sorcellerie, le satanisme, le bondage et discipline, les orgies et le voyeurisme.
Barbara Grier, qui créa la maison d'édition Naiad Press, appela les années allant de 1955 à 1965 l'âge d'or du Lesbian pulp fiction. Barbara Grier réédita de nombreux livres au cours des années 1980 aux éditions Naiad Press. Cleis Press et Femninist Press ont également réédité des livres. Certains écrivains de l'« âge d'or » des lesbian pulp fiction se sont démarqués de leur contribution à la littérature gay et lesbienne, ainsi que de leur soutien à l'identité lesbienne.

## Autrices

### Ann Bannon

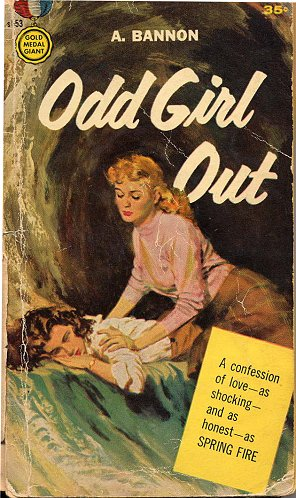
Odd Girl Out par Ann Bannon, 1957

Ann Bannon (Ann Welby) a écrit six romans sous le thème des lesbian pulp fiction entre 1957 et 1962 qui plus tard furent connus sous le nom de The Beebo Brinker Chronicles. La population des livres, ainsi que la continuité des personnages leur donna une remarquable longévité et valurent le titre de Queen of Lesbian Pulp Fiction à Ann Bannon. Ses livres furent réédités en 1983 et à nouveau en 2001.
- Odd Girl Out (en), 1957, éd. Gold Medal Books ;
- I Am a Woman (en), 1959, éd. Gold Medal Books ;
- Women in the Shadows (en), 1959, éd. Gold Medal Books ;
- Journey to a Woman (en), 1960, éd. Gold Medal Books ;
- The Marriage, 1960, éd. Gold Medal Books ;
- Beebo Brinker, 1962, éd. Gold Medal Books.

### Valerie Taylor

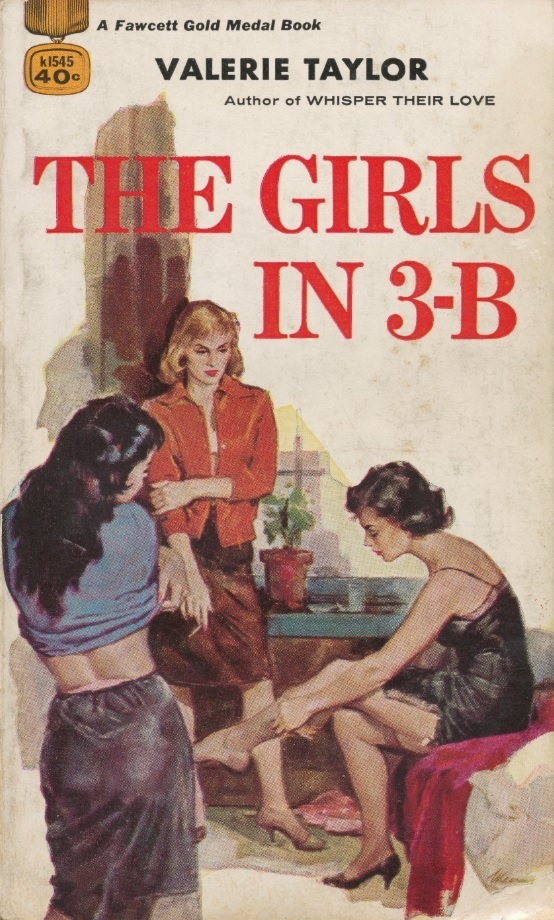
The Girls in 3-B par Valerie Taylor, 1959

Valerie Taylor (Velma Nacella Young) écrivit huit pulps sous le thème de Lesbian pulp fiction entre 1947 et 1964. Elle écrivit également de poésies parues dans le magazine The Ladder ainsi que plusieurs romans dans les années 1970 éditées par Naiad Press. Elle devint militante gay, cofondatrice de Mattachine Society et de la Lesbian Writer's Conference à Chicago en 1974.
- Whisper Their Love, 1957, éd. Gold Medal Books ;
- The Girls in 3-B, 1959, éd. Gold Medal Books ;
- Stranger on Lesbos, 1960, éd. Gold Medal Books ;
- A World Without Men, 1963, éd. Midwood-Tower ;
- Unlike Others, 1963, éd. Midwood-Tower ;
- Journey to Fulfillment, 1964 éd. Midwood-Tower.

### Marijane Meaker

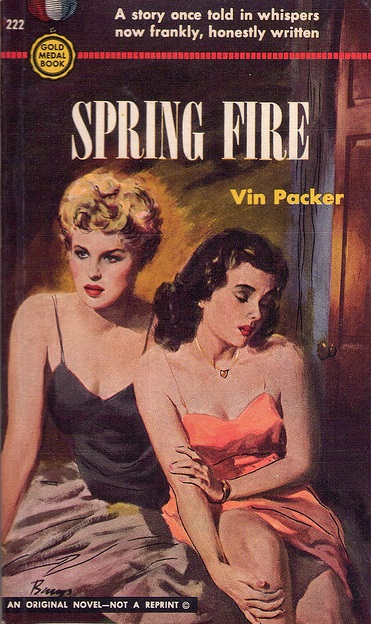
Spring Fire par Vin Packer, 1952

Marijane Meaker (née en 1927) écrivait sous le nom de plume de Vin Packer et Ann Aldrich, elle travaillait également comme correctrice aux éditions Gold Medal Books. Les livres qu'elle écrivait sous le nom de Vin Packer étaient généralement des romans policiers. Sous le nom de Ann Aldrich, elle a écrit des documentaires sur les lesbiennes, ne montrant pas le lesbianisme sous un jour favorable. Marijane Meaker s'attirant les foudres des Daughters of Bilitis dans le magazine The Ladder. Barbara Grier la surnomma « le génie du mal ». Plus tard, Marijane Meaker écrivit des livres pour jeunes adultes sous les noms de M.E. Kerr et Mary James.
- Spring Fire (en), 1952 sous le nom de Vin Packer ;
- We Walk Alone, 1955 sous le nom d'Ann Aldrich ;
- We, Too, Must Love, 1958 sous le nom d'Ann Aldrich ;
- Carol in a Thousand Cities, 1960 sous le nom d'Ann Aldrich ;
- We Two Won't Last, 1963 sous le nom d'Ann Aldrich ;
- Take a Lesbian to Lunch, 1972 sous le nom d'Ann Aldrich.

### Marion Zimmer Bradley

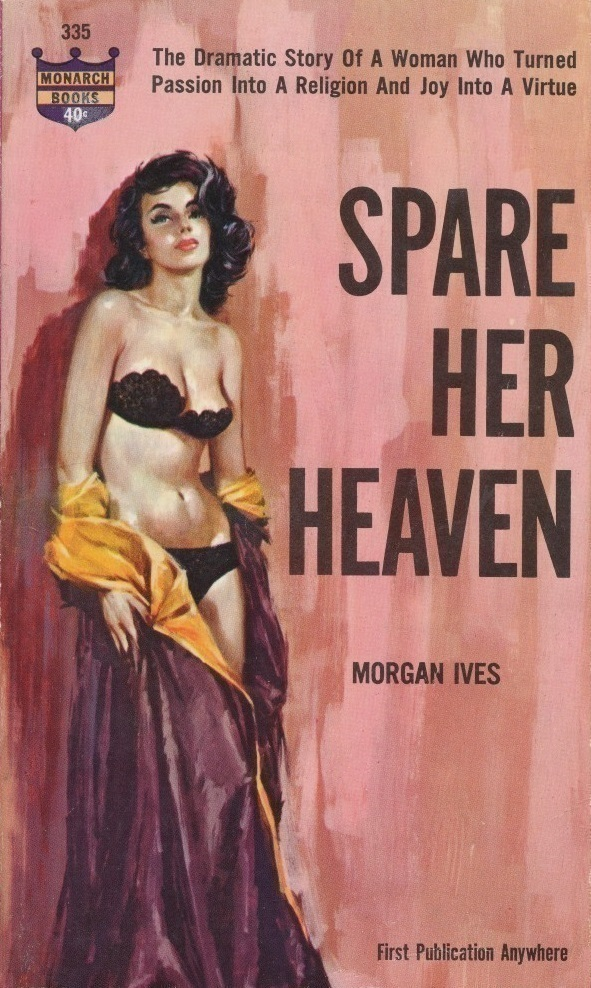
Spare Her Heaven par Morgan Ive, 1963

Marion Zimmer Bradley (1930-1999) a écrit sous plusieurs noms de plume. Elle devint populaire par les séries Cycle d'Avalon et Ténébreuse (Darkover). Pendant des années Marion Zimmer Bradley refusa d'admettre qu'elle avait écrit au début pour le Lesbian pulp fiction et s'irrita des commentaires réguliers qui étaient faits à son sujet dans le magazine The Ladder.
Ses écrits dans le lesbian pulp fiction :
- I am a Lesbian, 1962 sous le nom de Lee Chapman ;
- No Adam for Eve, 1966 sous le nom de John Dexter ;
- My Sister, My Love, 1963 sous le nom de Miriam Gardner ;
- Twilight Lovers, 1964 sous le nom de Miriam Gardner ;
- The Strange Women, 1967 sous le nom de Miriam Gardner ;
- Spare Her Heaven, 1963 sous le nom de Morgan Ives ;
- Anything Goes, 1964 sous le nom de Morgan Ives ;
- Knives of Desire, 1966 sous le nom de Morgan Ives.

## Couvertures

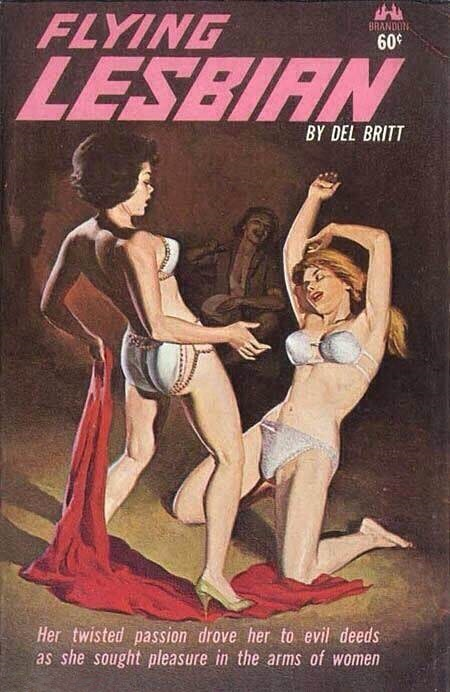
Flying Lesbians par Del Brit, 1963

Les livres des Lesbian pulp fiction avaient des couvertures typiques, provocatrices et suggestives. Bien que de nombreuses femmes (lesbiennes ou non) achetaient et lisaient les romans, les éditeurs commercialisaient principalement les ouvrages pour évoquer les fantasmes érotiques des hommes. Les couvertures comportaient quelques phrases évocatrices destinées à attirer l'attention sur la nature sexuelle et scandaleuse du contenu du roman. Les éditeurs inséraient des mots tels que « pénombre », « bizarre », « étrange », « secret », … dans les titres des livres. Ann Bannon a déclaré que les hommes lisent les couvertures littéralement, attirés par les dessins des femmes peu vêtues dans des scènes de chambre, et les femmes liraient les couvertures d'une façon symbolique : deux femmes se regardant, ou une femme debout et l'autre sur le lit, avec les mots « étrange » ou « crépuscule » signifiant que le livre a un contenu lesbien.
Quelques illustrateurs renommés : Barye Phillips, Bernard Safran, Bruce Minney, Carl Bobertz, Charles Copeland, Clark Hulings, Clement Micarelli, Darcy, Eric Stanton, Frank Frazetta, Frank Uppwall, Fred Fixler, Freeman Elliott, Gene Bilbrew, George Ziel, Harold W. McCauley, Harry Barton, Harry Schaare, James Meese, Jerome Podwil, John Floherty, Julian Paul, Paul Rader, Rafael DeSoto, Robert Bonfils, Robert Maguire, Robert McGinnis, Robert Skemp, Robert Stanley, Rudy Nappi, Stanley Borack.

## Liste non exhaustive des romans
| Titre                                               | Auteur                          | Année | Éditeur                | N°          | Illustrateur        |
| --------------------------------------------------- | ------------------------------- | ----- | ---------------------- | ----------- | ------------------- |
| 21 Gay Street                                       | Sheldon Lord                    | 1960  | Midwood Books          | 55          | Paul Rader          |
| 21 Gay Street                                       | Sheldon Lord                    | 1967  | Midwood Books          | 33-854      | Paul Rader          |
| 3 Passionate Sisters!                               | Jack Lynn                       | 1962  | Novel Books            | 6023        | photo               |
| 3 Way Split                                         | Peter Willow                    | 1965  | After Hours            | AH117       | Eric Stanton        |
| 69 Barrow Street                                    | Sheldon Lord                    | 1959  | Midwood Books          | 24          | Paul Rader          |
| 69 Barrow Street                                    | Sheldon Lord                    | 1967  | Midwood Books          | 33-857      | Paul Rader          |
| A Bed Is Not For Sleeping                           | Meryl Cook                      | 1964  | Raven Books            | RB726       |                     |
| A Bit Of Fluff                                      | Kimberly Kemp                   | 1963  | Midwood Books          | F256        | Paul Rader          |
| A Blaze Of Passion                                  | J. X. Williams                  | 1967  | Leisure Books          | LB1210      | Robert Bonfils      |
| A Choice Of Sexes                                   | Carol Caine                     | 1968  | Midwood Books          | 34-974      |                     |
| A Gay, Gay World                                    | Ronnie Edmunds                  | 1963  | Raven Books            | RB719       | John Healey         |
| A Kind Of Marriage                                  | Leone Matthews                  | 1964  | Domino Books           | 72-773      | photo               |
| A Labor Of Love                                     | Kimberly Kemp                   | 1964  | Midwood Books          | 32-411      | Paul Rader          |
| A Lesbian For The Making                            | Tony Trelos                     | 1968  | Brandon House          | 2052        | photo               |
| A Lesbian Happening                                 | Tony Trelos                     | 1967  | Brandon House          | 2502        | photo               |
| A Lesson In Love                                    | Margaret Creale                 | 1960  | Hillman Books          | 168         |                     |
| A Lesson In Love                                    | Marjorie Price                  | 1964  | Midwood Books          | F383        | photo               |
| A Need For Love                                     | Dallas Mayo                     | 1961  | Midwood Books          | 100         | Robert Maguire      |
| A Patch Of Lust                                     | Alan Marshall                   | 1968  | Candid Reader          | CA950       | Robert Bonfils      |
| A Rage Within                                       | March Hastings                  | 1963  | Midwood Books          | F250        | Paul Rader          |
| A Shameless Need                                    | Barbara Brooks                  | 1965  | Midwood Books          | F32-451     | photo               |
| A Special Passion                                   | Arthur Adlon                    | 1965  | Domino Books           | 72-962      | photo               |
| A Strange Kind Of Love                              | Sheldon Lord                    | 1960  | Midwood Books          | 9           | Rudy Nappi          |
| A Strange Kind Of Love                              | Sheldon Lord                    | 1967  | Midwood Books          | 33-885      | Paul Rader          |
| A Swap For Sappho                                   | Gage Carlin                     | 1970  | Adult Books            | AB1151      | Robert Bonfils      |
| A Thrill A Minute                                   | Doug Fletcher                   | 1968  | Spotlight Books        | SB319       |                     |
| A Twilight Affair                                   | James Harvey                    | 1960  | Midwood Books          | 59          | Paul Rader          |
| A Very Private Love                                 | Monica Haviland                 | 1970  | Macfadden              | 75-295      | Harry Schaare       |
| A Woman Called Desire                               | Richard Marshe                  | 1959  | Berkley Books          | G-236       | photo               |
| A Woman Must Love                                   | Sheldon Lord                    | 1960  | Midwood Books          | 33          | Paul Rader          |
| A Woman's Woman                                     | Marcello Bonet                  | 1965  | Centaur Novel          | CN103       |                     |
| A Woman's Woman                                     | Toni Adler                      | 1962  | Beacon                 | B513F       |                     |
| A World All Their Own                               | Kimberly Kemp                   | 1964  | Midwood Books          | F352        | Paul Rader          |
| A World Divided                                     | Jill Monte                      | 1964  | Domino Books           | 72-749      |                     |
| A World Without Men                                 | Valerie Taylor                  | 1963  | Midwood Books          | F346        |                     |
| Abnormals Anonymous                                 | Stella Gray                     | 1964  | National Library Books | NLB106      |                     |
| AC-DC Lover                                         | Victor Jay                      | 1965  | Private Edition        | PE346       |                     |
| AC-DC Sex                                           | Rick Raymond                    | 1964  | Playtime               | 666         | Robert Bonfils      |
| Adam And Two Eves                                   | anonyme                         | 1953  | Royal Giant            | 17          |                     |
| Adam And Two Eves                                   | anonyme                         | 1956  | Beacon                 | B152        | Walter Popp         |
| After Class                                         | Rick Raymond                    | 1964  | All Star               | AS16        |                     |
| After Hours                                         | Val Munroe                      | 1961  | Beacon                 | B408        |                     |
| After School                                        | Donna Powell                    | 1966  | Satan Press            | 120         | Gene Bilbrew        |
| All Cats Are Grey                                   | Howard Toward                   | 1962  | Dollar Double          | 957         |                     |
| All The Gay Girls                                   | Margurite Frame                 | 1964  | Gold Star              | IL7-26      |                     |
| All The Girls Together                              | Roger Reed                      | 1967  | Bee Line               | 186         | Paul Rader          |
| All-Girl Office                                     | Arthur Adlon                    | 1965  | Domino Books           | 72-975      |                     |
| Almost A Virgin                                     | Sloan Brittain                  | 1967  | Midwood Books          | 34-875      |                     |
| Alone At Last                                       | Paul V. Russo                   | 1965  | Midwood Books          | 32-523      | Paul Rader          |
| Alternate Wife                                      | Don Elliott                     | 1965  | Idle Hour              | IH470       |                     |
| Amanda                                              | Paula Christian                 | 1965  | Belmont Books          | B50-640     |                     |
| Amateur Night                                       | Peggy Swenson                   | 1965  | Brandon House          | 927         | Fred Fixler         |
| Anal Lust And Desires In Women                      | Kenneth Harding                 | 1974  | Harding File           | HF163       |                     |
| Another Kind Of Love                                | Paula Christian                 | 1961  | Crest Books            | s487        |                     |
| Anybody's Girl                                      | March Hastings                  | 1960  | Midwood Books          | 37          | Paul Rader          |
| Anybody's Girl                                      | March Hastings                  | 1967  | Midwood Books          | 33-870      | Paul Rader          |
| Anything For Kicks                                  | Gene Norton                     | 1967  | Midwood Books          | 34-888      |                     |
| Anything Goes (réédition de Spare Her Heaven)       | Morgan Ives                     | 1964  | Stag Publishing        |             |                     |
| Anything Goes                                       | Joe Weiss & Ralph Dean          | 1959  | Bedside Books          | BB825       |                     |
| Appointment For Sin                                 | Paul V. Russo                   | 1962  | Midwood Books          | F217        |                     |
| Art Colony Perverts                                 | Cal de Feo                      | 1966  | Spartan Line           | SL122       |                     |
| Babes Behind Bars                                   | Allan Mora                      | 1962  | Private Edition        | PE304       |                     |
| Baby Face                                           | Randy Salem                     | 1964  | Softcover Library      | S75137      |                     |
| Bachelor Girl                                       | Dorine B. Clark                 | 1954  | Intimate Novel         | 54          |                     |
| Backstage Trio                                      | Allyn Davis                     | 1967  | Wee Hours              | WH526       |                     |
| Ball And Chain                                      | Bud Conway                      | 1965  | After Hours            | AH125       | Eric Stanton        |
| Bartered Bodies                                     | Andrew Shaw                     | 1965  | Sundown Reader         | SR572       |                     |
| Beat Nymph                                          | Peggy Swenson                   | 1965  | Brandon House          | 932         |                     |
| Bed And Board                                       | Jonathon Ward                   | 1962  | Kozy Books             | K172        |                     |
| Bed Of Shame                                        | Alan Marshall                   | 1964  | Idle Hour              | IH405       |                     |
| Bed Slave                                           | Rex Weldon                      | 1965  | Brandon House          | 929         |                     |
| Bedroom A Go’Go                                     | Amy Irwin                       | 1965  | Brandon House          | 732         |                     |
| Beds Of Canyon Grove                                | Frank G. Harris                 | 1963  | All Star               | AS3         |                     |
| Bedtime Story                                       | Laura Duchamp                   | 1965  | Midwood Books          | 34-504      | Victor Olson        |
| Beebo Brinker                                       | Ann Bannon                      | 1962  | Gold Medal Books       | d1224       | Robert McGinnis     |
| Between Two Women                                   | James Harvey                    | 1967  | Bee Line               | 178         | Paul Rader          |
| Beyond Lust                                         | Juliette Rowell                 | 1964  | Boudoir Classics       | 0010        |                     |
| Big Stud!                                           | Ray Piazza                      | 1963  | Raven Books            | RB723       | Doug Weaver         |
| Bimbo                                               | Lester Lake                     | 1965  | Nite Lite              | NL208       |                     |
| Bisexual Beds                                       | Fred MacDonald                  | 1965  | Anchor Books           | WL105       |                     |
| Bitter Choice                                       | John Travis                     | 1967  | Midwood Books          | 34-832      | Paul Rader          |
| Bitter Love                                         | Don King                        | 1959  | Newsstand Library      | U124        | Paul Rader          |
| Bitter Wench                                        | Lupo Sebreng                    | 1964  | Emerald Reader         | ER103       |                     |
| Bizarre                                             | Ivan Tarpoff                    | 1964  | First Niter            | FN109       | Eric Stanton        |
| Black Lace Drag                                     | Edward D. Wood, Jr.             | 1967  | Private Edition        | PE433       |                     |
| Black Silk Nymphos                                  | S. Van Pell                     | 1963  | New Chariot Library    | 7C-903      |                     |
| Blondes Don't Give A Damn                           | Michael Skinner                 | 1963  | Kozy Books             | K179        |                     |
| Bluebeard's Bed                                     | Vic Ellis                       | 1968  | Spotlight Books        | SB326       |                     |
| Bobby Blanchard, Lesbian Gym Teacher                | Monica Nolan                    | 2010  | Kensington             |             |                     |
| Boomtown Sinners                                    | William Kane                    | 1962  | Midnight Reader        | MR425       | Harold W. McCauley  |
| Born Innocent                                       | Creighton Brown Burnham         | 1959  | Pyramid Books          | G414        | Robert Maguire      |
| Born Innocent                                       | Creighton Brown Burnham         | 1962  | Pyramid Books          | F729        | Robert Maguire      |
| Broadway Broads                                     | John Dexter                     | 1966  | Sundown Reader         | SR612       | Darrel Millsap      |
| Burlesque Jungle                                    | Pamela Boyer                    | 1957  | Kozy Books             | K90         |                     |
| Butch                                               | Andrew Shaw                     | 1962  | Nightstand Books       | NB1604      | Harold W. McCauley  |
| Butch Fever                                         | A.M. Willis                     | 1965  | Private Edition        | PE356       |                     |
| By Appointment Only, Sex Salon                      | Julie Rowe                      | 1966  | PEC                    | FL7         | Doug Weaver         |
| By Flesh Alone                                      | March Hastings                  | 1962  | Midwood Books          | F208        |                     |
| By Love Depraved                                    | Arthur Adlon                    | 1961  | Beacon                 | B457F       | Darcy               |
| Caged Passions                                      | Allan Horn                      | 1967  | Private Edition        | PE436       |                     |
| Call Me Gay                                         | Peter Kanto                     | 1965  | Brandon House          | 946         |                     |
| Call Me Later                                       | Jon Parker                      | 1964  | First Niter            | FN111A      |                     |
| Campus Affair                                       | Amanda Moore                    | 1965  | Midwood Books          | 34-575      | photo               |
| Campus Kittens                                      | Joan Ellis                      | 1964  | Midwood Books          | 32-417      | Paul Rader          |
| Campus Lust                                         | Peggy Swanson                   | 1964  | Playtime               | 667         | Robert Bonfils      |
| Candy                                               | Sheldon Lord                    | 1960  | Midwood Books          | 40          | Frace               |
| Carla                                               | Sheldon Lord                    | 1958  | Midwood Books          | 8           | Paul Rader          |
| Carla                                               | Toni Stevens                    | 1964  | Beacon                 | B786X       |                     |
| Carnal Captive                                      | Tony Calvano                    | 1965  | Nightstand Books       | NB1767      |                     |
| Carnal Countess                                     | Don Bellmore                    | 1967  | Pleasure Reader        | PR122       | Darrel Millsap      |
| Carnival Of Lust                                    | Zack Roberts                    | 1965  | Nite Lite              | NL218       |                     |
| Carny Vice                                          | Rob Stoner                      | 1966  | Dragon Edition         | DE141       |                     |
| Carol In A Thousand Cities                          | Ann Aldrich                     | 1960  | Gold Medal Books       | d1009       |                     |
| Chris                                               | Randy Salem                     | 1959  | Beacon                 | B223        |                     |
| Chris                                               | Randy Salem                     | 1968  | Softcover Library      | S95221      |                     |
| Cindy Baby                                          | Tony Trelos                     | 1964  | Brandon House          | 711         |                     |
| City Of Women                                       | Nancy Morgan                    | 1952  | Gold Medal Red Seal    | RS12 (s453) | Barye Phillips      |
| Cleopatra's Nights                                  | Allan Barnard                   | 1950  | Dell Books             | 414         | Ray Johnson         |
| Club Unique                                         | Tom Vail                        | 1964  | Boudoir Classics       | 0008        |                     |
| Color Her Hot                                       | Lester Lake                     | 1964  | All Star               | AS28        |                     |
| Come Again                                          | Fred Walters                    | 1968  | Galaxy Books           | 822         |                     |
| Come Sin With Me!                                   | Dave Scott                      | 1963  | Raven Books            | RB709       |                     |
| Coming Out Party                                    | Kimberly Kemp                   | 1965  | Midwood Books          | 32-448      |                     |
| Confinement                                         | Shawna Denelle                  | 1967  | Wee Hours              | WH553       | Eric Stanton        |
| Connie                                              | Frank Gavin                     | 1966  | Private Edition        | PE396       | Paul Rader          |
| Counterfeit Lesbian                                 | Stanley Curson                  | 1963  | Brandon House          | 623         |                     |
| Country Club Lesbian                                | Jerry Jason                     | 1963  | Brandon House          | 616         |                     |
| Country Swingers                                    | Kip Madigan                     | 1969  | Saber Books            | SA-154      |                     |
| Crack-Up                                            | March Hastings                  | 1961  | Newsstand Library      | U-152       | Robert Bonfils      |
| Cycle Sinners                                       | Bud Conway                      | 1965  | After Hours            | AH121       | Eric Stanton        |
| Dance Of Desire                                     | Paul V. Russo                   | 1964  | Midwood Books          | F389        | Paul Rader          |
| Dance-Hall Dyke                                     | Toni Adler                      | 1964  | Playtime               | 699-S       |                     |
| Dangerous Games                                     | Tereska Torrès                  | 1961  | Crest Books            | s442        |                     |
| Dark Triangle                                       | Dale Greggsen                   | 1965  | Domino Books           | 72-794      | photo               |
| Darkroom Dyke                                       | Les Cooper                      | 1965  | Raven Books            | RB737       |                     |
| Daughter Of Joy                                     | James Harvey                    | 1960  | Newsstand Library      | U515        | Robert Bonfils      |
| Daughters Of Sappho                                 | J. X. Williams                  | 1966  | Evening Reader         | ER1246      | Darrel Millsap      |
| Deadly Desire                                       | Ben Miller                      | 1966  | Playtime               | 799S        |                     |
| Debbie                                              | Paul Daniels                    | 1961  | Monarch Books          | 202         | Rafael DeSoto       |
| Debut Of A Belated Lesbian                          | Ann Summerhill                  | 1968  | Ram Classic            | RC515       |                     |
| Degraded Women                                      | James Harvey                    | 1962  | Midwood Books          | F222        | Robert Maguire      |
| Deluxe Treatment                                    | Nell Shaw                       | 1967  | First Niter            | FN257       | Gene Bilbrew        |
| Desert Of The Heart                                 | Jane Rule                       | 1964  | Macmillan of Canada    |             |                     |
| Designing Dame                                      | J. X. Williams                  | 1966  | Idle Hour              | IH513       | Darrel Millsap      |
| Desire                                              | Clement Wood                    | 1950  | Berkley Books          | G-160       | photo               |
| Desire & Discipline                                 | Myron Kosloff                   | 1965  | First Niter            | FN225       | Eric Stanton        |
| Desire On Top                                       | Adam Fenton                     | 1963  | Raven Books            | RB707       |                     |
| Desperate Asylum                                    | Fletcher Flora                  | 1955  | Lion Library           | LL44        | Clark Hulings       |
| Detour                                              | Norma Ciraci                    | 1952  | Permabooks             | P192        | Carl Bobertz        |
| Deviate Wife                                        | Robert Bledsoe                  | 1963  | Raven Books            | RB720       |                     |
| Deviates, Inc.                                      | Ted Thorn                       | 1964  | Boudoir Classics       | 0016        |                     |
| Diana                                               | Diana Fredericks                | 1955  | Berkley Books          | G-50        | photo               |
| Diary Of A Dyke                                     | Don Elliott                     | 1967  | Pleasure Reader        | PR118       | Tomas Cannizarro    |
| Different                                           | Dorene Clark                    | 1960  | Beacon                 | B311        | Bruce Minney        |
| Different                                           | Kimberly Kemp                   | 1963  | Midwood Books          | F331        | Paul Rader          |
| Dolly Dingle, Lesbian Landlady                      | Monica Nolan                    | 2014  | Kensington             |             |                     |
| Dominant Women And Young Girls                      | Elliot Parker, Ph.D.            | 1970  | Impact Library         | IL535       |                     |
| Dominatrix                                          | Myron Kosloff                   | 1968  | Unique Books           | UB152       | Eric Stanton        |
| Door Of Desire                                      | Ann Taylor                      | 1964  | Nite Time              | NT116       |                     |
| Dormitory Women                                     | R. V. Cassill                   | 1954  | Lion Books             | 216         |                     |
| Dormitory Women                                     | R. V. Cassill                   | 1959  | Signet Books           | 1646        | Robert Maguire      |
| Double Crossed Beds                                 | Richard Pauvre                  | 1965  | Saber Books            | SA-82       |                     |
| Duet                                                | Laura Duchamp                   | 1964  | Midwood Books          | F359        | Irv Docktor         |
| Dumb Bunny                                          | John Dexter                     | 1966  | Leisure Books          | LB1148      | Robert Bonfils      |
| Dusky Dyke                                          | Albina Jackson                  | 1964  | Playtime               | 693-S       |                     |
| Dyke Bait                                           | Alan Marshall                   | 1968  | Pleasure Reader        | PR165       | Tomas Cannizarro    |
| Dyke Call Girl                                      | Mark Savage                     | 1965  | All Star               | AS53        |                     |
| Dyke Diary                                          | John Dexter                     | 1967  | Candid Reader          | CA903       | Robert Bonfils      |
| Dyke Farm                                           | anonyme                         | 1964  | Nite Lite              | NL205       |                     |
| Dyke Is A Dirty Word                                | Hal Kantor                      | 1966  | Pad Library            | IMP762      |                     |
| Dyke Monger                                         | Carla Canning                   | 1965  | Private Edition        | PE361       |                     |
| Dyke On The Loose                                   | Curt Allen                      | 1968  | Bee Line               |             | photo               |
| Dykes On Bikes                                      | Alan Marshall                   | 1968  | Pleasure Reader        | PR148       | Ed Smith            |
| Each Won Two                                        | Marsha Bates                    | 1965  | Fabian                 | Z-101       |                     |
| Easel Orgy                                          | Alan Marshall                   | 1967  | Nightstand Books       | NB1844      | Tomas Cannizarro    |
| Edge Of Twilight                                    | Paula Christian                 | 1959  | Crest Books            | s267        |                     |
| Either Is Love                                      | Elisabeth Craigin               | 1952  | Lion Books             | 74          |                     |
| Either Is Love                                      | Elisabeth Craigin               | 1956  | Lion Books             | LB122       | David Stone         |
| Either Is Love                                      | Elisabeth Craigin               | 1960  | Pyramid Books          | G497        | Tom Miller          |
| Encore                                              | Laura Duchamp                   | 1964  | Midwood Books          | 32-398      |                     |
| Even Swap                                           | Pat Conroy                      | 1965  | First Niter            | FN115       | Eric Stanton        |
| Every Bed Her Own                                   | Don Elliott                     | 1966  | Leisure Books          | LB1126      | Robert Bonfils      |
| Every Bed Is Narrow                                 | Andrew Laird                    | 1960  | Dollar Double          | 955         | Robert Bonfils      |
| Everyone's Virgin                                   | John Dexter                     | 1967  | Pleasure Reader        | PR113       | Ed Smith            |
| Executive Lesbian                                   | Stanley Curson                  | 1965  | Brandon House          | 733         | Fred Fixler         |
| Exotic Escapade                                     | Paul V. Russo                   | 1965  | Midwood Books          | 32-507      | photo               |
| Extra Touch                                         | Raymond Harte                   | 1967  | Wee Hours              | WH525       | Eric Stanton        |
| Fair Game                                           | Clement Wood                    | 1952  | Beacon                 | B178        |                     |
| Fast Job                                            | Myron Kosloff                   | 1967  | Wee Hours              | WH523       | Bill Alexander      |
| Female Convict                                      | Vincent E. Burns                | 1952  | Pyramid Books          | 58          | Robert Maguire      |
| Female Convict                                      | Vincent G. Burns                | 1959  | Pyramid Books          | G377        | Robert Maguire      |
| Female Doctor                                       | Orrie Hitt                      | 1963  | New Chariot Library    | 6C-631      |                     |
| Female Perversions                                  | Albert Reissner, M.D.           | 1965  | Wee Hours              | WH541       |                     |
| Female Tyrant                                       | Myron Kosloff                   | 1967  | Wee Hours              | WH548       | Eric Stanton        |
| Femmes Sans Hommes                                  | Marise Querlin                  | 1953  | Éditions du Scorpion   |             |                     |
| Finders Keepers                                     | Sloan Britain                   | 1965  | Midwood Books          | 32-484      | Paul Rader          |
| First Person Third Sex                              | Sloane Britain                  | 1959  | Newsstand Library      | U119        |                     |
| Flesh Boarder                                       | Don Elliott                     | 1965  | Sundown Reader         | SR557       |                     |
| Flesh For Hire                                      | Fletcher Bennett                | 1963  | Playtime               | 628         | Robert Bonfils      |
| Flesh Sorority                                      | John Dexter                     | 1966  | Leisure Books          | LB1136      | Robert Bonfils      |
| Flight Into Sin                                     | Mike Skinner                    | 1962  | Midwood Books          | F220        | Paul Rader          |
| Flying Lesbian                                      | Del Britt                       | 1963  | Brandon House          | 618         | Fred Fixler         |
| For Sale                                            | Bud Conway                      | 1967  | Wee Hours              | WH513       | Eric Stanton        |
| For Women Only                                      | Kirby Maclane                   | 1964  | Beacon                 | B743X       | Victor Olson        |
| Forbidden                                           | J.C. Priest                     | 1952  | Beacon                 | B192        |                     |
| Forbidden Interlude                                 | Toni Stevens                    | 1965  | Midwood Books          | 34-462      | photo               |
| Forbidden Love                                      | Paul V. Russo                   | 1968  | Midwood Books          | 35-174      |                     |
| Forbidden Pleasures                                 | Barry Devlin                    | 1953  | Berkley Books          | G-205       |                     |
| Forbidden Sex                                       | Joan Ellis                      | 1963  | Midwood Books          | F234        |                     |
| Forced Females                                      | Jack Lynn                       | 1961  | Novel Books            | 5063        |                     |
| Four In A Bed                                       | Duane Davis                     | 1965  | Playtime               | 752-S       |                     |
| Free Admission                                      | Jon Parker                      | 1966  | First Niter            | FN236       | Eric Stanton        |
| French Dressing                                     | Pierre Duval                    | 1965  | First Niter            | FN111       | Gene Bilbrew        |
| French Twist                                        | Roger Blake                     | 1964  | Nite Time              | 113         | Doug Weaver         |
| Friendly Visitor                                    | Sylvia Higgers                  | 1967  | Wee Hours              | WH529       | Eric Stanton        |
| From Other Women                                    | J. Malcolm Maxwell              | 1963  | Beacon                 | B570F       | Clement Micarelli   |
| From Torment To Rapture                             | Sylvia Sharon                   | 1964  | Lancer Books           | 74-831      |                     |
| Front-Page Lust                                     | John Dexter                     | 1967  | Companion Books        | CB514       | Darrel Millsap      |
| Fruit Town                                          | Monty Farrell                   | 1965  | First Niter            | FN112A      | Eric Stanton        |
| Frustration                                         | Mona Marlowe                    | 1967  | Unique Books           | UB128       | Bill Ward           |
| Frustrations Of Judy                                | Frank G. Harris                 | 1965  | Saber Tropic           | 914         |                     |
| Games Girls Play                                    | Robert Nelson                   | 1967  | Wee Hours              | 538         | Bill Alexander      |
| Games Of Sin                                        | Sam Ludwig                      | 1963  | Raven Books            | RB722       |                     |
| Garter Party                                        | Sheila Morgan                   | 1964  | Boudoir Classics       | 0014        |                     |
| Gatefold Girls                                      | Clyde Allison                   | 1964  | Sundown Reader         | SR510       | Robert Bonfils      |
| Gay Cargo                                           | Raymond Harte                   | 1967  | After Hours            | AH164       | Bill Alexander      |
| Gay Divorcees                                       | Harry Barstead                  | 1964  | All Star               | AS14        | Doug Weaver         |
| Gay Girl                                            | Edna Britt                      | 1965  | Playtime               | 747-S       |                     |
| Gay Girl                                            | Joan Ellis                      | 1962  | Midwood Books          | F218        | Jerome Podwil       |
| Gay Girl For Hire                                   | Stanley Curson                  | 1964  | Brandon House          | 709         |                     |
| Gay Girls                                           | Carol Caine                     | 1969  | Midwood Books          | 37-190      | photo               |
| Gay Interlude                                       | Carol Clanton                   | 1961  | Midwood Books          | F95         | Paul Rader          |
| Gay Reunion                                         | Bud Conway                      | 1965  | After Hours            | AH119       | Eric Stanton        |
| Gay Ritual                                          | Angelo Balthazar                | 1965  | Brandon House          | 719         | Fred Fixler         |
| Gay Roomates                                        | Lee Harmon                      | 1969  | Midwood Books          | 35-239      | photo               |
| Gay Scene                                           | Joan Ellis                      | 1962  | Midwood Books          | F169        | Paul Rader          |
| Gay Wanton                                          | John B. Thompson                | 1960  | Chariot Books          | 186         |                     |
| Girl Artist                                         | Ben West                        | 1960  | Beacon                 | B359        |                     |
| Girl Games                                          | Veronica King                   | 1969  | Midwood Books          | 35-253      |                     |
| Girls' Dormitory                                    | Orrie Hitt                      | 1958  | Beacon                 | B191        | Clement Micarelli   |
| Girls Dormitory                                     | Joan Ellis                      | 1963  | Midwood Books          | F343        | Paul Rader          |
| Girls In The High Spike Heels                       | Thomas Vail                     | 1963  | All Star               | AS7         |                     |
| Girls' School                                       | Jay Vincent                     | 1965  | Beacon                 | B820X       | Al Rossi            |
| Girls Without Men                                   | George Simon                    | 1964  | Beacon                 | B766X       |                     |
| Give And Take                                       | Cynthia Sydney                  | 1966  | Midwood Books          | 32-604      | photo               |
| Good Girl Bad Girl                                  | Don Elliott                     | 1965  | Nightstand Books       | NB1751      |                     |
| Governed By Lust                                    | Ray Majors                      | 1969  | Candid Reader          | CA965       | Robert Bonfils      |
| Guerrilla Girls                                     | Harry Whittington               | 1961  | Pyramid Books          | G600        | Al Brule            |
| Guest List                                          | Myron Kosloff                   | 1967  | First Niter            | FN258       | Eric Stanton        |
| Gutter Star                                         | Dorine B. Clark                 | 1954  | Intimate Novel         | 52          | Frank Uppwall       |
| Half A Harlot                                       | Don Bellmore                    | 1969  | Pleasure Reader        | PR203       | Robert Bonfils      |
| Hangout For Queers                                  | Lou Morgan                      | 1965  | Playtime               | 714-S       |                     |
| Harlot's Holiday                                    | Anthony Pair                    | 1967  | Private Edition        | PE413       |                     |
| Hello, Lady Lust                                    | Gavin Hayward                   | 1969  | Pleasure Reader        | PR214       |                     |
| Her Lesbian Half                                    | Freda MacDonald                 | 1963  | Rapture Books          | 302         |                     |
| Her Private Hell                                    | March Hastings                  | 1963  | Midwood Books          | F271        | Paul Rader          |
| Her Raging Needs                                    | Kay Johnson                     | 1964  | Beacon                 | B765X       |                     |
| Her Raging Needs                                    | Kay Johnson                     | 1970  | Softcover Library      | SCL75177    |                     |
| Her Woman                                           | Richard Villanova               | 1962  | Beacon                 | B551F       |                     |
| Hippie Harlot                                       | John Dexter                     | 1967  | Adult Books            | AB409       | Robert Bonfils      |
| His Lesbian Love                                    | Wayne Wallace                   | 1965  | Brandon House          | 1150        |                     |
| Hole In One                                         | Peter Willow                    | 1965  | First Niter            | FN220       | Eric Stanton        |
| Hollywood Girl Trap                                 | Anita Wright                    | 1966  | PEC                    | FL06        |                     |
| Hollywood Madness                                   | Bill Marshall                   | 1967  | Unique Books           | UB138       | Bill Ward           |
| Honey At Her Lips                                   | Steve Bell                      | 1962  | Dollar Double          | 954         |                     |
| Honey Lips                                          | Wayne Wallace                   | 1964  | Brandon House          | 713         |                     |
| Hot Bed                                             | Albert Hopkins                  | 1964  | Private Edition        | PE325       |                     |
| Hot Butch Lover                                     | Herb Fisher                     | 1965  | Private Edition        | PE362       |                     |
| Hot Pleasures                                       | Wolf Larkin                     | 1967  | Corsair Books          | 206         | Gene Bilbrew        |
| Hot Young Lust                                      | Robert E. Paynes                | 1965  | Nite Time              | 3003        |                     |
| House Boy                                           | Max Swain                       | 1967  | First Niter            | FN260       |                     |
| House Of Perversion                                 | Jack Kahler                     | 1964  | Exotik Book            | W-4         |                     |
| House Of Sin                                        | Dallas Mayo                     | 1961  | Midwood Books          | 122         | Robert Maguire      |
| How Dark My Love                                    | Rea Michaels                    | 1964  | Domino Books           | 72-735      |                     |
| Hungry Virgin                                       | Rex Weldon                      | 1967  | Rapture Books          | 207         |                     |
| I Am A Lesbian                                      | Lee Chapman                     | 1962  | Monarch Books          | MB529       | photo               |
| I Am A Lesbian                                      | Laverne P.                      | 1962  | Chariot Books          | CB1622      | photo               |
| I Am A Lesbian                                      | Lora Sela                       | 1958  | Saber Books            | SA-7        |                     |
| I Am a Woman (en)                                   | Ann Bannon                      | 1959  | Gold Medal Books       | T2227       | photo               |
| I, Lesbian                                          | M.L. Johnson                    | 1968  | Midwood Books          | 34-943      |                     |
| I Prefer Girls                                      | Jessie Dumont                   | 1963  | Monarch Books          | 381         | Robert Maguire      |
| I Thee Wed                                          | Jory Sherman                    | 1967  | PEC                    | HES103      |                     |
| I Want You                                          | Lester Lake                     | 1963  | Private Edition        | PE330       |                     |
| I.O.U. Me                                           | anonyme                         | 1964  | Ram Books              | RB106       |                     |
| Illicit Bed                                         | Fred MacDonald                  | 1962  | France Book            | F62         |                     |
| Imitation Lovers                                    | March Hastings                  | 1963  | Midwood Books          | D231        | Frank Frazetta      |
| In The Shadows                                      | Joan Ellis                      | 1962  | Midwood Books          | F139        | Robert Maguire      |
| Insatiable                                          | Sloane Britain                  | 1960  | Midwood                | 57          | Norm Eastman        |
| Inside Job                                          | Jon Parker                      | 1967  | Wee Hours              | 545         | Bill Ward           |
| Intimate                                            | Martha Marsden                  | 1961  | Midwood Books          | Y128        | Victor Olson        |
| Into The Fire                                       | Paul V. Russo                   | 1965  | Midwood Books          | 32-435      |                     |
| Jaded Virgin                                        | Ralph Krean                     | 1964  | Valentine Books        | VB105       |                     |
| Jenny's Games                                       | Stan O' Dair                    | 1965  | Brandon House          | 736         |                     |
| Journey to a Woman (en)                             | Ann Bannon                      | 1960  | Gold Medal Books       | s977        |                     |
| Joy Wives                                           | Drew Palmer                     | 1964  | Saber Books            | SA-69       |                     |
| Just Friends                                        | Peter Willow                    | 1967  | Wee Hours              | WH511       | Bill Ward           |
| Just The Two Of Us                                  | Barbara Brooks                  | 1963  | Midwood Books          | F323        | Paul Rader          |
| Just You, Just Me                                   | Barbara Brooks                  | 1965  | Midwood Books          | 34-462      | photo               |
| Kept                                                | Laura Duchamp                   | 1967  | Midwood Books          | 34-902      |                     |
| Kid Sister                                          | Mark Clements                   | 1965  | Midwood Books          | 32-506      | Paul Rader          |
| Killer Dyke                                         | Helen Morgan                    | 1964  | Exotik Book            | W-3         |                     |
| King Of New Lesbos                                  | Curt Aldrich                    | 1966  | Ember Library          | EL360       | Robert Bonfils      |
| Kings Of The Hot-Bed Line                           | Benjamin Pell                   | 1964  | Target Novel           | TN101       |                     |
| Kitten                                              | Dallas Mayo                     | 1961  | Midwood Books          | 98          | Paul Rader          |
| Knives Of Desire                                    | Morgan Ives                     | 1966  | Evening Reader         | ER1240      | Tomas Cannizarro    |
| L Is For Lesbian                                    | J.D. Ford                       | 1963  | Brandon House          | 617         |                     |
| L Is For Lesbian                                    | Jackson Harmon                  | 1970  | Bee Line               | 425-Z       | photo               |
| L Stands For Lez                                    | Bene Levi                       | 1965  | Centaur Novel          | CN101       |                     |
| Label My Love Lesbian                               | Marsha Alexander                | 1969  | Brandon House          | 3051        |                     |
| Ladder Of Flesh                                     | Sloane Britain                  | 1962  | Midwood Books          | F177        | Victor Olson        |
| Ladder Of Flesh                                     | Sloan Brittain                  | 1968  | Midwood Books          | 34-962      | Paul Rader          |
| Lady Boss                                           | Shawna Denelle                  | 1967  | After Hours            | AH157       |                     |
| Lady Butler                                         | Robert Nelson                   | 1968  | Unique Books           | UB155       | Eric Stanton        |
| Lady Director                                       | Max Arnold                      | 1967  | Wee Hours              | WH555       | Bill Alexander      |
| Lady Doctor                                         | Jack Spencer                    | 1966  | After Hours            | AH146       | Bill Ward           |
| Lady Lovers                                         | Lester Lake                     | 1962  | All Star               | AS516       |                     |
| Lady Peeper                                         | Doris Drake                     | 1967  | Wee Hours              | WH521       | Gene Bilbrew        |
| Lady Stud                                           | Valerie Van Dyke                | 1964  | Boudoir Classics       | 0009        |                     |
| Lady Wrestler                                       | James Harvey                    | 1962  | Midwood Books          | F193        | Paul Rader          |
| Lap Of Luxury                                       | Kimberly Kemp                   | 1962  | Midwood Books          | F214        | Paul Rader          |
| Las Vegas Lesbian                                   | Scott Rainey                    | 1964  | Nite Time              | NT112       |                     |
| Latent Lesbian                                      | Toni Wray                       | 1965  | Saber Books            | SA-97       |                     |
| Lavender Love Rumble                                | Lynton Wright Brent             | 1965  | Brentwood              | FB1013      |                     |
| Leather                                             | Andrew Shaw                     | 1968  | Ember Library          | EL338       | Robert Bonfils      |
| Leathered Lass                                      | Lana Preston                    | 1968  | Corsair Books          | 215         | Gene Bilbrew        |
| Left Of Sex                                         | Stacey Clubb                    | 1964  | Beacon                 | B694X       |                     |
| Left Of Sex                                         | Stacey Clubb                    | 1967  | Softcover Library      | B-1053S     | Al Rossi            |
| Lei Girl                                            | Garen McLeish                   | 1964  | Carousel Books         | 518         |                     |
| Lend-A-Lover                                        | Owen Mallen                     | 1967  | Compass Line           | CL172       |                     |
| Les Floozies                                        | Loren Beauchamp                 | 1965  | Pad Library            | 504         |                     |
| Lesbian Alley                                       | Stanley Curson                  | 1963  | Brandon House          | 613         | photo               |
| Lesbian Call Girl                                   | Mark Johnson                    | 1968  | Bee Line               | 322N        | photo               |
| Lesbian Captive                                     | Adam Coulter                    | 1964  | Brandon House          | 624         | Fred Fixler         |
| Lesbian Gang                                        | Lynton Wright Brent             | 1964  | Carousel Books         | 520         |                     |
| Lesbian Gym                                         | Peggy Swenson                   | 1964  | Brandon House          | 910         |                     |
| Lesbian Haven                                       | Jack Kahler                     | 1964  | All Star               | AS34        |                     |
| Lesbian Hell                                        | Jane Sherman (en)               | 1963  | Playtime               | 654-S       | Robert Bonfils      |
| Lesbian Honeymoon                                   | Sheila Laffonde                 | 1967  | Pad Library            |             |                     |
| Lesbian In Retreat                                  | Ben Daniels                     | 1965  | Saber Books            | SA-93       |                     |
| Lesbian Jungle                                      | Vicki Evans                     | 1966  | PEC                    | FL4         |                     |
| Lesbian Lane                                        | Matt Bradley                    | 1963  | Jade Books             | 202         |                     |
| Lesbian Limbo                                       | Rita Dean                       | 1963  | Private Edition        | PE316       |                     |
| Lesbian Love                                        | Marlene Longman                 | 1960  | Nightstand Books       | NB1523      | Harold W. McCauley  |
| Lesbian Love                                        | George Bishop                   | 1964  | Boudoir Classics       | 0001        |                     |
| Lesbian Love Play                                   | F.E. Blake                      | 1965  | Nite Lite              | NLB215      |                     |
| Lesbian Lover                                       | S.V. Miller                     | 1964  | Playtime               | 676-S       | Robert Bonfils      |
| Lesbian Lovers                                      | Gail Spencer                    | 1962  | Raven Books            | RB703       |                     |
| Lesbian Lure                                        | Peggy Swanson                   | 1964  | Playtime               | 657         |                     |
| Lesbian Nurse                                       | Frank Shield                    | 1965  | Playtime               | 751-S       |                     |
| Lesbian On The Loose                                | Archibald Pelago                | 1965  | All Star               | AS44        |                     |
| Lesbian Orgies                                      | Eve Linkletter                  | 1968  | PEC                    | FL36        |                     |
| Lesbian Queen                                       | Jane Sherman (en)               | 1964  | Playtime               | 682-S       |                     |
| Lesbian Roommate                                    | Jack Kahler                     | 1964  | All Star               | AS24        |                     |
| Lesbian Sin Song                                    | Stanley Curson                  | 1963  | Brandon House          | 609         | photo               |
| Lesbian Slaves                                      | Viola Loring                    | 1965  | After Hours            | AH122       | Gene Bilbrew        |
| Lesbian Sorority                                    | Frank Shield                    | 1964  | Boudoir Classics       | 0004        |                     |
| Lesbian Starlet                                     | Tony Trelos                     | 1964  | Brandon House          | 705         |                     |
| Lesbian Stripper                                    | Vin Packer                      | 1966  | PEC                    | G1108       |                     |
| Lesbian Swap Fest                                   | King Cora                       | 1968  | Bee Line               | 337N        | photo               |
| Lesbian Torment                                     | Bill Leslie                     | 1963  | France Book            | F40         | photo               |
| Lesbian Triangle                                    | Jerry Jason                     | 1963  | Brandon House          | 622         |                     |
| Lesbian Triangle                                    | Adam Coulter                    | 1965  | PEC                    | N-112       | Doug Weaver         |
| Lesbian Twins                                       | Willi Peters                    | 1962  | Vega                   | V-2         |                     |
| Lesbian Ward                                        | Gilbert Schotz, Ph.D.           | 1968  | Classic Library        | CL48        |                     |
| Lesbian Web Of Evil                                 | Harry Gregory                   | 1969  | Brandon House          | 2093        |                     |
| Lesbian Wife                                        | Clyde French                    | 1964  | All Star               | AS23        |                     |
| Lesbian Wives                                       | John Tanner                     | 1963  | Bonanza Books          | 1001        |                     |
| Lesbianism And The Single Girl                      | Roger Blake, PhD.               | 1966  | Century Books          | 014         |                     |
| Lesbians A-Go-Go                                    | L.J. Brown                      | 1968  | Candid Reader          | CA939       | Robert Bonfils      |
| Lesbians In Black Lace                              | Claire Arthur                   | 1963  | New Chariot Library    | 901         |                     |
| Lesbians In White                                   | J.D. Ford                       | 1964  | Brandon House          | 627         |                     |
| Lesbo Beach                                         | Marcia Howard Coleman           | 1963  | Private Edition        | PE322       |                     |
| Lesbo Hotel                                         | Rick Raymond                    | 1964  | All Star               | AS12        |                     |
| Lesbo Lodge                                         | Harry Barstead                  | 1963  | Private Edition        | PE312       |                     |
| Lesbo Lovers                                        | Gail Spencer                    | 1964  | All Star               | AS37        |                     |
| Lesbo Nurse                                         | Max Elgun                       | 1963  | New Chariot Library    | 6C-636      |                     |
| Lesbo Nympho                                        | Mark Moody                      | 1963  | New Chariot Library    | 902         |                     |
| Lesbo On The Make                                   | Larry Simms                     | 1963  | New Chariot Library    | 6C-638      | photo               |
| Lesbo Spa                                           | John Dexter                     | 1965  | Evening Reader         | ER792       |                     |
| Lesbo Strip                                         | John Yurry                      | 1964  | Nite Time              | NT107       |                     |
| Lesbo Wife                                          | Celia L. Powers                 | 1963  | New Chariot Library    | 7C-900      |                     |
| Lesbos Beach                                        | Monty Farrell                   | 1965  | First Niter            | FN221       |                     |
| Lesbos Is For Lonnie                                | Arthur Adlon                    | 1963  | Beacon                 | B641X       |                     |
| Lesbos Jungle                                       | Peter Willow                    | 1965  | First Niter            | FN105       | Gene Bilbrew        |
| Lewd Woman                                          | Llewelyn Fem                    | 1964  | Nite Lite              | NLB204      |                     |
| Lez                                                 | Don Bellmore                    | 1965  | Sundown Reader         | SR562       |                     |
| Lez Be Lustful                                      | Mairel Dairto                   | 1965  | Centaur Novel          | CN102       |                     |
| Lez Lust                                            | J. X. Williams                  | 1966  | Nightstand Books       | NB1779      | Tomas Cannizarro    |
| Lezlie                                              | Anita Wright                    | 1966  | PEC Giant              | G-1104      | Doug Weaver         |
| Libby                                               | Rea Michaels                    | 1965  | Domino Books           | 72-785      |                     |
| Libby Sin                                           | Orrie Hitt                      | 1962  | Chariot Books          | CB1617      | photo               |
| Libido Beach                                        | Alain Abby                      | 1962  | Avon Books             | G1110       | Charles Binger      |
| License For Lust                                    | Robert Bledsoe                  | 1963  | Raven Books            | 715         |                     |
| Like Mother Like Daughter                           | Jack Woods                      | 1966  | Phantom Books          | 55          |                     |
| Little Gay Girls                                    | Bud Conway                      | 1965  | First Niter            | FN114       | Eric Stanton        |
| Live With Me                                        | Jerry M. Goff, Jr.              | 1962  | Merit Books            | 612         | Robert Bonfils      |
| Lois Lenz, Lesbian Secretary                        | Monica Nolan                    | 2007  | Kensington             |             |                     |
| Lori Hollet, Lesbian                                | Monica Robertson                | 1966  | Rapture Books          | 301         |                     |
| Lost And Found                                      | Cynthia Sydney                  | 1966  | Midwood Books          | 34-611      | photo               |
| Louisville Saturday                                 | Margaret Long                   | 1950  | Bantam Books           | 931         | Robert Skemp        |
| Louisville Saturday                                 | Margaret Long                   | 1964  | Bantam Books           | H2868       |                     |
| Love For A Lady                                     | Rosa Parker                     | 1967  | Dragon Edition         | DE156       |                     |
| Love In The Shadows                                 | Herb Roberts                    | 1963  | Beacon                 | B589F       | George S. Eisenberg |
| Love Is Where You Find It                           | Paula Christian                 | 1961  | Avon Books             | G-1091      |                     |
| Love It                                             | Jean Post                       | 1969  | Brandon House          | 6053        |                     |
| Love Like A Shadow                                  | Kimberly Kemp                   | 1962  | Midwood Books          | 34-869      | Paul Rader          |
| Love Lottery Club                                   | Lana Preston                    | 1968  | Corsair Books          | 212         | Gene Bilbrew        |
| Love Me - Love My Body                              | Don Lorenzo                     | 1964  | Royal Line             | RL104       |                     |
| Love Me Wild                                        | Rex Weldon                      | 1965  | Brandon House          | 945         |                     |
| Love Queen's Remake                                 | Gerald Hunt                     | 1964  | Royal Line             | RL101       |                     |
| Love? Thank You!                                    | Sharon L. Thompson              | 1967  | Saber Tropic           | 943         | Bill Edwards        |
| Love Toy                                            | Frank G. Harris                 | 1964  | Midwood Books          | F380        | Paul Rader          |
| Loveliest Of Friends                                | G. Sheila Donisthorpe           | 1955  | Berkley Books          | 102         | photo               |
| Lovers And Losers                                   | J. X. Williams                  | 1967  | Pleasure Reader        | PR108       | Tomas Cannizarro    |
| Luscious Lesbian                                    | Helen Highwater                 | 1966  | All Star               | AS79        |                     |
| Lust Crazy                                          | Tim Keelon                      | 1965  | Playtime               | 712-S       |                     |
| Lust Doomed                                         | Don Elliott                     | 1965  | Evening Reader         | ER1202      |                     |
| Lust For Innocence                                  | Mark Lucas                      | 1965  | Saber Tropic           | 913         |                     |
| Lust For Kicks                                      | John Dexter                     | 1968  | Candid Reader          | CA937       | Ed Smith            |
| Lust For Lunch                                      | Mark M. Miller                  | 1966  | Imperial Books         | IMP750      |                     |
| Lust Has No Mercy                                   | Frank G. Harris                 | 1965  | Saber Books            | SA-65       |                     |
| Lust Hunters                                        | Don Holliday                    | 1964  | Evening Reader         | ER724       |                     |
| Lust Lane                                           | Tad Mennen                      | 1964  | Herald Reader          | HR102       |                     |
| Lust Lodge                                          | Arnold Marmor                   | 1960  | Merit Books            | 509         | Robert Bonfils      |
| Lust On The Run                                     | Josh Tithing                    | 1966  | Spartan Line           | 119         |                     |
| Lust Parlor                                         | Alan Marshall                   | 1965  | Nightstand Books       | NB1740      |                     |
| Lust Set                                            | Don Elliott                     | 1964  | Pillar Books           | PB849       |                     |
| Lust Sisters                                        | Don Holliday                    | 1962  | Nightstand Books       | NB1620      | Harold W. McCauley  |
| Madam                                               | Don Holliday                    | 1963  | Midnight Reader        | MR481       |                     |
| Madame Butch                                        | Edward Marshall                 | 1966  | After Hours            | AH131       | Eric Stanton        |
| Mademoiselle Lesbian                                | Renee Coquelin                  | 1964  | Brandon House          | 712         |                     |
| Maid Service                                        | Dominique Masur                 | 1967  | Wee Hours              | WH528       |                     |
| Maid To Please                                      | Eve Delon                       | 1967  | Unique Books           | UB120       | Bill Ward           |
| Make Me A Lesbian                                   | Polly Sherman                   | 1968  | Brandon House          | 2056        | photo               |
| Making Merry                                        | Edward Marshall                 | 1966  | Unique Books           | UB104       | Eric Stanton        |
| Malibu Nymph's                                      | Harry Barstead                  | 1962  | Private Edition        | PE303       |                     |
| Mama Dyke                                           | anonyme                         | 1965  | Blue Light             | BLB201      |                     |
| Man Among Women                                     | Randy Salem                     | 1960  | Beacon                 | B348        | Uljegren            |
| Man Hater                                           | R.C. Gold                       | 1963  | France Book            | F67         |                     |
| Manhandled                                          | Pat Conroy                      | 1967  | Wee Hours              | WH535       |                     |
| Marla                                               | James White                     | 1966  | Private Edition        | PE383       |                     |
| Marta                                               | Sheldon Lord                    | 1963  | Beacon                 | B674X       |                     |
| Mask Of Evil                                        | Charlene White                  | 1966  | First Niter            | FN226       |                     |
| Mask Of Lesbos                                      | Lee Thomas                      | 1963  | Beacon                 | B627        | Darcy               |
| Matinee Girls                                       | Dorian Cole                     | 1966  | After Hours            | AH130       | Eric Stanton        |
| Mavis                                               | Justin Kent                     | 1960  | Beacon                 | B282        |                     |
| Mavis                                               | Justin Kent                     | 1964  | Beacon                 | B695X       |                     |
| Maxie Mainwaring, Lesbian Dilettante                | Monica Nolan                    | 2013  | Kensington             |             |                     |
| Meet Jennie Harkins                                 | Wayne Wallace                   | 1965  | Brandon House          | 725         | Fred Fixler         |
| Meet Marilyn                                        | Sloane Britain                  | 1960  | Midwood Books          | 52          | Al Wagner           |
| Menage A Trois                                      | William Kane                    | 1965  | Ember Library          | EL308       | Robert Bonfils      |
| Midnight Orgy                                       | Bart Todd                       | 1963  | Raven Books            | RB723       |                     |
| Midnight Peeper                                     | Richard Allen                   | 1965  | First Niter            | FN217c      | Eric Stanton        |
| Mike Addison                                        | Frank G. Harris                 | 1963  | Saber Books            | SA-37       |                     |
| Mimi                                                | Lee Morell                      | 1959  | Beacon                 | B275        |                     |
| Miss Behave                                         | Barry Grover                    | 1965  | After Hours            | AH118       | Eric Stanton        |
| Mittee                                              | Daphne Rooke                    | 1953  | Signet Books           | 1021        |                     |
| Mixed Up                                            | Carol Benning                   | 1966  | After Hours            | AH139       | Eric Stanton        |
| Model Mistress                                      | Laura Duchamp                   | 1965  | Midwood Books          | 32-538      |                     |
| Moment Of Desire                                    | Fletcher Bennett                | 1962  | Playtime               | 604         | Robert Bonfils      |
| More Stag Party                                     | Joe Benjamin                    | 1965  | Phantom Books          | PB51        |                     |
| More Women Who Seduce Girls                         | Dr. Guenter Klow                | 1969  | Documentary Classic    | DC514       |                     |
| My Husband Was A Woman                              | Miles Macdordonan               | 1967  | New Library            | NL335       |                     |
| My Lesbian Loves                                    | Kay Addams                      | 1964  | Novel Books            | 713         | photo               |
| My Mother Is A Lesbian                              | J.P. Whitlove                   | 1969  | Viceroy                | VP335       |                     |
| My Name Is Sappho                                   | Martha Rofheart (en)            | 1975  | Berkley Books          | D2981       |                     |
| My Sister, My Beloved                               | Edwina Mark                     | 1958  | Berkley Books          | G-141       |                     |
| My Sister, My Bride                                 | Edwina Mark                     | 1957  |                        |             |                     |
| My Sister, My Love                                  | Miriam Gardner                  | 1963  | Monarch Books          | 352         |                     |
| My Three Mistresses                                 | Bryan Leeds                     | 1972  | Euro Classic           | EC1149      | Gene Bilbrew        |
| My Wife And Lovers                                  | Frank G. Harris                 | 1964  | All Star               | AS29        |                     |
| Naked In The Night                                  | Rea Michaels                    | 1965  | Domino Books           | 82-103      | photo               |
| Naked Nurse                                         | Ben Anderton                    | 1962  | Chariot Books          | CB216       | Robert Maguire      |
| Naked Portia                                        | Marcus Miller                   | 1967  | Pleasure Reader        | PR104       | Ed Smith            |
| Nautipuss                                           | Clyde Allison                   | 1965  | Ember Library          | EL309       | Robert Bonfils      |
| Never Again                                         | Irma Muller                     | 1967  | Unique Books           | UB119       | Eric Stanton        |
| Never Love A Man                                    | Dominique Napier                | 1962  | Beacon                 | B511F       | Darcy               |
| Never On Sin Day                                    | Peter Dunning                   | 1965  | All Star               | AS65        |                     |
| Never Walk In Ivy                                   | Nick Hanson                     | 1966  | Private Edition        | PE378       |                     |
| Night Lust                                          | Ken Gardner                     | 1966  | Exotik Book            | W-23        |                     |
| Night Of The Firebird                               | Basil Hearde                    | 1966  | Private Edition        | PE393       |                     |
| Night Partner                                       | Dirk Baron                      | 1964  | Beehive Reader         | BR101       |                     |
| Night Riders                                        | Arnold Dixon                    | 1966  | After Hours            | AH124       | Gene Bilbrew        |
| No Adam For Eve                                     | John Dexter                     | 1966  | Evening Reader         | ER1241      | Tomas Cannizarro    |
| No Man's Land                                       | Loretta Haig Thomas             | 1963  | Carousel Books         | 514         | photo               |
| No Man's Land                                       | Gary Sawyer                     | 1965  | First Niter            | FN219       | Eric Stanton        |
| No Man's Land                                       | Channy Wadd                     | 1967  | Bee Line               | 272         | photo               |
| No Men Allowed                                      | Joan Ellis                      | 1962  | Midwood Books          | 32-456      | photo               |
| No Men Wanted                                       | Dallas Mayo                     | 1967  | Midwood Books          | 34-858      | Paul Rader          |
| Noreen                                              | Brent Carson                    | 1967  | Private Edition        | PE409       |                     |
| Nurses' Quarters                                    | Lee Morell                      | 1960  | Beacon                 | B316        | Uljegren            |
| Nylon Jungle                                        | Max Elgun                       | 1963  | New Chariot Library    | 6C-630      |                     |
| Nylon Lovers                                        | N.M. Newland                    | 1961  | Chariot Books          | CB196       |                     |
| Nympho Twins                                        | Lester Lake                     | 1964  | All Star               | AS38        |                     |
| Obey Me, My Love                                    | Sylvia Sharon                   | 1965  | Domino Books           | 72-923      | photo               |
| Obey The Rules                                      | Shawna Denelle                  | 1967  | Unique Books           | UB132       | Bill Ward           |
| Obsessed                                            | March Hastings                  | 1959  | Newsstand Library      | U109        | Robert Bonfils      |
| Obsession                                           | Emory Paine                     | 1965  | Midwood Books          | 32-510      | Paul Rader          |
| Odd Couple                                          | Peggy Swenson                   | 1968  | Midwood Books          | 35-176      |                     |
| Odd Girl                                            | Artemis Smith                   | 1959  | Beacon                 | B230        |                     |
| Odd Girl On Campus                                  | Joan Ellis                      | 1967  | Midwood Books          | 34-976      | photo               |
| Odd Girl Out (en)                                   | Ann Bannon                      | 1957  | Gold Medal Books       | s653        | Barye Phillips      |
| Odd Girl Out                                        | Arthur Farmer                   | 1963  | All Star               | AS2         |                     |
| Odd Girl Out                                        | Bob Leucerne                    | 1968  | Private Edition        | PE445       |                     |
| Odd Man Out                                         | Tony Fletcher                   | 1964  | After Hours            | AH111       | Eric Stanton        |
| Odd Neighbors                                       | Peter Willow                    | 1967  | Wee Hours              | WH522       |                     |
| Of Shame And Joy                                    | Sheldon Lord                    | 1960  | Midwood Books          | 29          | Paul Rader          |
| Office Swappers                                     | Pat Caval                       | 1967  | Unique Books           | UB137       | Gene Bilbrew        |
| Olga                                                | Nita Wright                     | 1967  | PEC                    | FL18        | Doug Weaver         |
| Olivia                                              | Olivia                          | 1949  | Berkley Books          | G-74        | Robert Maguire      |
| On The Farm                                         | Peter Willow                    | 1966  | Unique Books           | UB100       | Eric Stanton        |
| One Flesh                                           | Paul V. Russo                   | 1961  | Midwood Books          | 83          | Wagner              |
| One Kind Of Woman                                   | Ralph Dean                      | 1959  | Beacon                 | B251        |                     |
| One Kind Of Woman                                   | Ralph Dean                      | 1963  | Beacon                 | B657F       | Paul Rader          |
| One Too Many                                        | Jack Fletcher                   | 1967  | First Niter            | FN252       | Eric Stanton        |
| One Way Trip                                        | Nina Sands                      | 1967  | Wee Hours              | 547         |                     |
| Only For Money                                      | Mark King                       | 1967  | Unique Books           | UB146       | Eric Stanton        |
| Only Girls Can Play                                 | Jackson Harmon                  | 1969  | Bee Line               | 357N        | photo               |
| Only In Secret                                      | D.W. Craig                      | 1964  | Midwood Books          | F376        | Paul Rader          |
| Open Lust                                           | Jackie Markham                  | 1966  | Bachelor Books         | 529         |                     |
| Operation Lust                                      | J. X. Williams                  | 1966  | Evening Reader         | ER1226      |                     |
| Operation: Sex                                      | George Dewey                    | 1966  | All Star               | AS73        |                     |
| Orgy At Sea                                         | B.A. Glover                     | 1963  | Raven Books            | RB709       |                     |
| Orgy For Rent                                       | Richard Dane                    | 1965  | Private Edition        | PE370       |                     |
| Orgy For Three                                      | Alex Blake                      | 1965  | All Star               | AS47        |                     |
| Orgy Isle                                           | Don Elliott                     | 1964  | Evening Reader         | ER734       | Robert Bonfils      |
| Orgy Night                                          | Don Holliday                    | 1963  | Leisure Books          | LB618       |                     |
| Orgy Slaves                                         | Don Elliott                     | 1965  | Evening Reader         | ER771       |                     |
| Orgy School For Girls                               | Myra Campbell                   | 1969  | Crusader Classics      | 9518        |                     |
| Outcast                                             | Sheldon Lord                    | 1967  | Softcover Library      | B1018X      |                     |
| Over-Exposed                                        | Jason Hytes                     | 1962  | Midwood Books          | 32-555      |                     |
| Oversexed                                           | Sheila Morgan                   | 1964  | Boudoir Classics       | 0002        |                     |
| Pagan Lesbians                                      | Vin Saxon                       | 1966  | PEC                    | N137        |                     |
| Pagan Summer                                        | Dallas Mayo                     | 1965  | Midwood Books          | 32-465      | Paul Rader          |
| Pagan Summer                                        | Dallas Mayo                     | 1968  | Midwood Books          | 34-233      |                     |
| Pajama Party                                        | Peggy Swenson                   | 1963  | Midwood Books          | F274        | Paul Rader          |
| Pamela's Sweet Agony                                | Peggy Swenson                   | 1965  | Brandon House          | 919         |                     |
| Pampered                                            | Kimberly Kemp                   | 1963  | Midwood Books          | S277        | Frank Frazetta      |
| Paradise Island                                     | Bud Conway                      | 1965  | After Hours            | AH127       | Eric Stanton        |
| Paris Orgy                                          | Roger Blake                     | 1964  | Nite Time              | NT104       |                     |
| Part-Time Lez                                       | Kris Van Dyke                   | 1967  | PEC                    | FL20        |                     |
| Partner's Choice                                    | Perry Holloway                  | 1965  | After Hours            | AH126       | Eric Stanton        |
| Party Girls                                         | Paul V. Russo                   | 1963  | Midwood Books          | F282        | Paul Rader          |
| Party Time                                          | Kimberly Kemp                   | 1964  | Midwood Books          | 32-426      | Paul Rader          |
| Party Time                                          | Kimberly Kemp                   | 1968  | Midwood Books          | 34-996      |                     |
| Passion Bait                                        | Tad Benton                      | 1964  | Mask Reader            | MR101       |                     |
| Passion By Proxy                                    | J. X. Williams                  | 1967  | Companion Books        | CB502       | Tomas Cannizarro    |
| Passion Contest                                     | Jerry M. Goff, Jr.              | 1964  | Merit Books            | 6M430       | Robert Bonfils      |
| Passion Fruit                                       | Nelson Edge                     | 1964  | All Star               | AS21        | John Healey         |
| Passion In White                                    | Richard Raymond                 | 1965  | Nite Time              | NT3004      |                     |
| Passion Mansion                                     | J. X. Williams                  | 1968  | Candid Reader          | CA917       |                     |
| Passion Nightmare                                   | Jack Upton                      | 1964  | Target Novel           | TN102       |                     |
| Passion Now - Pay Later                             | Clete West                      | 1965  | Royal Line             | RL110       |                     |
| Passion Panamania                                   | J. X. Williams                  | 1967  | Leisure Books          | LB1203      | Robert Bonfils      |
| Passion Patsy                                       | John Dexter                     | 1967  | Ember Library          | EL393       | Robert Bonfils      |
| Passion Priestess                                   | William Kane                    | 1964  | Evening Reader         | ER738       |                     |
| Passion Prowl                                       | Alan Marshall                   | 1964  | Ember Books            | EB942       |                     |
| Passion Pusher                                      | Don Holliday                    | 1965  | Idle Hour              | IH451       |                     |
| Passion Splurge                                     | Terry Handers                   | 1964  | Candlelight Books      | CB102       |                     |
| Passion - Their Pastime                             | Drew Palmer                     | 1964  | Saber Books            | SA-72       |                     |
| Passionate Amazons                                  | Harry Barstead                  | 1962  | All Star               | AS528       |                     |
| Passionate Lesbian                                  | Harris Franklin                 | 1963  | Nite Lite              | NLB201      |                     |
| Passions Of Hate                                    | Freda McDonald                  | 1964  | Nite Time              | NT115       |                     |
| Passion's Outer Limits                              | Mark Lucas                      | 1965  | Saber Books            | SA-91       |                     |
| Passion's Puppet                                    | Van Phillips                    | 1967  | Private Edition        | PE419       |                     |
| Passions Unlimited                                  | Ralph Whitmore, Jr.             | 1965  | All Star               | AS42        |                     |
| Passion's Web                                       | Jan Hudson                      | 1961  | Epic Books             | 102         |                     |
| Patience et Sarah (en)                              | Isabel Miller                   | 1971  |                        |             |                     |
| Patterns Of Passion                                 | Leonard Jackson                 | 1963  | Saber Tropic           | 908         |                     |
| Paula's Girls                                       | Amy Irwin                       | 1965  | Brandon House          | 724         |                     |
| Pay The Devil                                       | Peter Willow                    | 1966  | After Hours            | AH128       | Eric Stanton        |
| Peculiarly Passionate Pair                          | Rex Weldon                      | 1963  | Novel Books            | 60115       |                     |
| Peggy's Sexcess                                     | Dan Brook                       | 1966  | Phantom Books          | 58          |                     |
| Penthouse Party                                     | Gerald Kramer                   | 1965  | Midwood Books          | 32-467      |                     |
| Perfume Affair                                      | I. Wellman Hill                 | 1963  | New Chariot Library    | 6C-632      |                     |
| Perfume And Pain                                    | Kimberly Kemp                   | 1962  | Midwood Books          | F162        | Robert Maguire      |
| Perfume And Pain                                    | Kimberly Kemp                   | 1968  | Midwood Books          | 34-917      | photo               |
| Perfumed                                            | Jason Hytes                     | 1963  | Midwood Books          | S277        | Frank Frazetta      |
| Perversion Resort                                   | David T. Webster                | 1964  | Boudoir Classics       | 0007        |                     |
| Perverted Games                                     | John A. Elliot                  | 1964  | Novel Books            | 6N249       |                     |
| Perverted Lust                                      | Rita Wilde                      | 1964  | Rapture Books          | 201         |                     |
| Perverted Playmates                                 | Ellis Britton                   | 1965  | Private Edition        | PE348       |                     |
| Perverts' Lust Pad                                  | Tul Borney                      | 1966  | Royal Line             | DE122       |                     |
| Pick-Up                                             | Paul V. Russo                   | 1967  | Midwood Books          | 34-875      |                     |
| Play Ball                                           | Jo Morrow                       | 1966  | First Niter            | FN235       | Gene Bilbrew        |
| Play With Me                                        | Kimberly Kemp                   | 1969  | Midwood Books          | 34-269      | photo               |
| Playgirl For Hire                                   | Sylvia Sharon                   | 1966  | Domino Books           | 82-104      | photo               |
| Pleasure Beach                                      | Michael Starr                   | 1966  | Night Shadow           | NS303       |                     |
| Pleasure Bound                                      | Ron Horton                      | 1965  | After Hours            | AH115       | Eric Stanton        |
| Pleasure House                                      | Wayne Vance                     | 1964  | Brandon House          | 708         |                     |
| Plug-In Passion                                     | John Dexter                     | 1967  | Leisure Books          | LB1195      | Robert Bonfils      |
| Portrait Of A Lesbian                               | Samantha Golden                 | 1968  | Brandon House          | 3041        |                     |
| Prescription For The Damned                         | Bob Nolan                       | 1967  | Private Edition        | PE410       |                     |
| Pretty, Pretty Pussycat                             | Morgana Garson                  | 1967  | Bee Line               | 286S        | photo               |
| Pretty Puppet                                       | Dallas Mayo                     | 1964  | Midwood Books          | F371        | Paul Rader          |
| Pretty Puppet                                       | Dallas Mayo                     | 1968  | Midwood Books          | 34-979      |                     |
| Priestess Of Suffering                              | Paul Loring                     | 1969  | Chelsea Library        | 312         |                     |
| Prison Girl                                         | Wenzell Brown                   | 1958  | Pyramid Books          | G345        | Robert Maguire      |
| Prisoner Of Evil                                    | Don King                        | 1965  | Phantom Books          | 54          | Eric Stanton        |
| Prisoner Of My Past                                 | Edie Fisher                     | 1962  | Midwood Books          | F180        | Paul Rader          |
| Prisoners Of Lesbos                                 | Donna Richards                  | 1963  | France Book            | F37         | photo               |
| Private Party                                       | Kimberly Kemp                   | 1965  | Midwood Books          | 32-479      | Paul Rader          |
| Private Pose                                        | Bob Nelson                      | 1967  | After Hours            | AH151       | Bill Alexander      |
| Private School                                      | J.C. Priest                     | 1959  | Beacon                 | B269        |                     |
| Private School                                      | James Clark Priest              | 1964  | Beacon                 | B755X       |                     |
| Private Screening                                   | Richard Earle & Glenn Johnson   | 1967  | Bee Line               | 202         |                     |
| Provoked Seduction                                  | George Jade                     | 1961  | Merit Books            | 601         |                     |
| Prowler                                             | Barry Grover                    | 1965  | After Hours            | AH114       | Eric Stanton        |
| Punishment for Passion                              | Sylvia Sharon                   | 1965  | Domino Books           | 74-843      | photo               |
| Pussycat Named Desire                               | Channy Wadd                     | 1966  | Bee Line               | 109         |                     |
| Queen Of Evil                                       | Myron Kosloff                   | 1964  | After Hours            | AH105       | Eric Stanton        |
| Queenie                                             | Buddy Blue                      | 1966  | Pad Library            | IMP783      |                     |
| Queer Affair                                        | Carol Emery                     | 1957  | Beacon                 | 135         | Frank Uppwall       |
| Queer Alley                                         | Amy Irwin                       | 1966  | Pad Library            | PL-512      |                     |
| Queer Beach                                         | Peggy Swenson                   | 1964  | Brandon House          | 706         |                     |
| Queer Bedfellows                                    | Gail Spencer                    | 1964  | Scarlet Reader         | 1101        |                     |
| Queer For A Day                                     | Jarlene Post                    | 1966  | All Star               | AS81        |                     |
| Queer Patterns                                      | Kay Addams                      | 1959  | Beacon                 | B259        | Robert Stanley      |
| Queer Patterns                                      | Lilyan Brock                    | 1951  | Avon Bedside Novel     | 3           |                     |
| Queer Patterns                                      | Lilyan Brock                    | 1952  | Eton                   | E121        | Rudy Nappi          |
| Queer Patterns                                      | Lilyan Brock                    | 1963  | Avon Books             | G-1151      |                     |
| Queer Sisters                                       | Saxon Craig                     | 1969  | Scarlet Reader         | 1104        |                     |
| Queer Trap                                          | Joan Reyes                      | 1966  | PEC                    | N125        |                     |
| Racket Babe                                         | Ken Kane                        | 1965  | Bellringer             | 509         |                     |
| Rage Of Desire                                      | March Hastings                  | 1962  | Dollar Double          | 957         |                     |
| Ranch Boss                                          | Bruce Corwin                    | 1966  | First Niter            | FN230       | Eric Stanton        |
| Raw Deal Stud                                       | Alfred Kurts                    | 1964  | Torch Reader           | TR101       |                     |
| Rebel Woman                                         | Harry Whittington               | 1960  | Avon Books             | T-403       |                     |
| Red Snapper                                         | Bobby Vents                     | 1965  | All Star               | AS55        |                     |
| Reformatory Girls                                   | Nedra Tyre                      | 1960  | Ace Books              | F-151       | Ray Johnson         |
| Reformatory Girls                                   | Ray Morrison                    | 1960  | Avon Books             | G1213       |                     |
| Reformatory Girls                                   | Ray Morrison                    | 1960  | Avon Books             | T417        |                     |
| Reformatory Women                                   | Kermit Welles                   | 1959  | Bedside Books          | BB812       |                     |
| Rejected                                            | Glenn Allison                   | 1967  | After Hours            | AH159       |                     |
| Rejected Wife                                       | Jose Lengua                     | 1971  | Bizarre Books          | BB-4        |                     |
| Reluctant Gay Girl                                  | Tony Trelos                     | 1964  | Brandon House          | 716         | Fred Fixler         |
| Reluctant Lesbian                                   | Rex Weldon                      | 1969  | Brandon House          | 2089        |                     |
| Rendezvous In Lesbos                                | Colin Johns                     | 1963  | Beacon                 | B666X       |                     |
| Rent Party                                          | Jon Parker                      | 1964  | After Hours            | AH106       | Eric Stanton        |
| Rented Wives                                        | Sheila Grant                    | 1967  | Night Shadow           | NS305       |                     |
| Reserved For Three                                  | Pat Barrows                     | 1967  | Wee Hours              | WH544       | Bill Alexander      |
| Return To Lesbos                                    | Ann Toward                      | 1966  | PEC                    | FL2         | Doug Weaver         |
| Ring My Chimes                                      | Richard Nicholson               | 1970  | Venice Books           | VB451       |                     |
| Ripe                                                | Rick Richards                   | 1962  | Midwood Books          | F164        | Paul Rader          |
| Rita & Marian                                       | Peggy Swenson                   | 1967  | Brandon House          | 2501        | photo               |
| Roll Call In Sodom                                  | Tony Calvano                    | 1968  | Late Hour Library      | LL776       | Ed Smith            |
| Rooftop Peeper                                      | Thomas K. Makagon               | 1967  | Wee Hours              | WH531       | Bill Ward           |
| Route 69                                            | Lester Lake                     | 1963  | All Star               | AS9         |                     |
| Rubber Goddess                                      | Lana Preston                    | 1967  | Corsair Books          | 205         | Gene Bilbrew        |
| Runaway Wanton                                      | Rasher Owens                    | 1964  | All Star               | AS17        |                     |
| Running Wild                                        | Myron Kosloff                   | 1963  | First Niter            | FN102       | Eric Stanton        |
| Rx For Passion                                      | Sybil Knight                    | 1967  | Galaxy Books           | 805         |                     |
| Sally                                               | Alan Marshall                   | 1959  | Midwood Books          | M22         | Paul Rader          |
| Sam's Lesbian Playthings                            | Gary Devon                      | 1975  | Executive Library      | EL1028      |                     |
| Sands Of Passion                                    | Lee O. Miller                   | 1967  | Private Edition        | PE408       |                     |
| Sappho Of Lesbos                                    | Jefferson Cooper                | 1966  | Paperback Library      | 53-920      |                     |
| Satan Was A Lesbian                                 | Fred Haley                      | 1966  | PEC Giant              | G-1103      | Doug Weaver         |
| Satan's Daughter                                    | Jan Hudson                      | 1961  | Epic Books             | 113         | Doug Weaver         |
| Satan's Daughters                                   | Jack Leech                      | 1963  | Europa Books           | 1104        |                     |
| Satan's Mate                                        | Patrice Caval                   | 1967  | Noble Library          | 410         |                     |
| Savage Sinner                                       | Mike Richardson                 | 1960  | Kozy Books             | 107         |                     |
| School For Lust                                     | Tim Keelon                      | 1965  | Playtime               | 726-S       |                     |
| School For Sex                                      | Edwin Smith                     | 1966  | Imperial Novel         | 753         |                     |
| Sea Madame                                          | Jon Parker                      | 1965  | First Niter            | FN116       | Eric Stanton        |
| Second Fiddle                                       | Jon Parker                      | 1967  | Unique Books           | UB111       | Bill Alexander      |
| Secret Lesbian Society                              | Doris Hanson                    | 1966  | Imperial Books         | 710         |                     |
| Secrets Of Lesbos                                   | Jean Mitchell                   | 1968  | In Books               | 223         |                     |
| Sensuel Slave                                       | Jerry M. Goff Jr.               | 1962  | Merit Books            | M801        |                     |
| Sex A Go-Go                                         | John Nemec                      | 1965  | Private Edition        | PE335       |                     |
| Sex And The Single Gay Girl                         | Gustav Heinrich Schloesser, ScD | 1969  | Late Hour Library      | LL818       | Robert Bonfils      |
| Sex Behavior Of The Lesbian                         | Lucius B. Steiner               | 1964  | Viceroy                | VP111       |                     |
| Sex, Broadway                                       | Beverly May                     | 1964  | Nite Time              | NT109       |                     |
| Sex Carnival                                        | Jon Parker                      | 1965  | First Niter            | FN224       | Eric Stanton        |
| Sex Cult                                            | Jerry Lane                      | 1965  | Playtime               | 741-S       |                     |
| Sex Cult                                            | Jim Dobbins                     | 1965  | Private Edition        | PE328       |                     |
| Sex Dagger                                          | Vince Clements                  | 1965  | Stardust Reader        | SR104       |                     |
| Sex Every Witch Way                                 | Bradbury Worth                  | 1967  | Jewel Books            | 9507        |                     |
| Sex Glutton                                         | Samuel Merts                    | 1964  | Valentine Books        | VB102       |                     |
| Sex III                                             | Dave Carson                     | 1961  | Beacon                 | B445F       |                     |
| Sex Imposter                                        | Russ Trainer                    | 1967  | Corsair Books          | 203         | Gene Bilbrew        |
| Sex In The Shadows                                  | Randy Salem                     | 1965  | Beacon                 | B799X       | Al Rossi            |
| Sex In The Shadows                                  | Greg Hamilton                   | 1968  | Midwood Books          | 34-937      |                     |
| Sex On The House                                    | Robert Bledsoe                  | 1964  | Scarlet Reader         | 1102        |                     |
| Sex Path To Desire                                  | Sid Valley                      | 1964  | Coach Volume           | CV103       |                     |
| Sex Queen                                           | Stu Rivers                      | 1964  | Scorpion Books         | 105         |                     |
| Sex Resort                                          | C.F. Katz                       | 1964  | Carousel Books         | 516         |                     |
| Sex Sorority                                        | Robert Bledsoe                  | 1963  | Raven Books            | RB718       |                     |
| Sex Spy                                             | Rex Weldon                      | 1965  | Playtime               | 739-S       |                     |
| Sex Substitute                                      | Eve Linkletter                  | 1966  | Playtime               | 770-S       |                     |
| Sex Teacher                                         | Winston Heller                  | 1965  | Private Edition        | PE360       |                     |
| Sex Theme From A Couch                              | Mac James                       | 1968  | Brandon House          | 2065        |                     |
| Sex Thief                                           | Patrice Caval                   | 1966  | Playtime               | 777-S       |                     |
| Sex Times Two                                       | Duane Davis                     | 1966  | Playtime               | 771-S       |                     |
| Sex U.                                              | Augustus Stevens                | 1964  | Nite Lite              | NL204       |                     |
| Sex Week                                            | Rex Weldon                      | 1965  | Brandon House          | 923         |                     |
| Sex With A Twist                                    | Joan Ellis                      | 1962  | Midwood Books          | Y173        |                     |
| Sexbound                                            | Dean McCoy                      | 1961  | Beacon                 | B460F       |                     |
| Sex-Girl Friday                                     | Claude Richards                 | 1964  | Herald Reader          | 104         |                     |
| Sexhaven                                            | Richard Pauvre                  | 1964  | Raven Books            | RB725       |                     |
| Sexpionage                                          | Jack Woods                      | 1966  | Satan Press            | 122         | Eric Stanton        |
| Sexpo '69                                           | Winston Smith                   | 1969  | Brandon House          | 2088        |                     |
| Sexpot!                                             | Andrew Shaw                     | 1960  | Nightstand Books       | NB1531      | Harold W. McCauley  |
| Sexual Twilight                                     | Anne Herbert                    | 1968  | Softcover Library      | S95206      | photo               |
| Shackles Of Lust                                    | Sid Valley                      | 1964  | Knight Volume          | KV103       |                     |
| Shadow Love                                         | Nick Masters                    | 1967  | Midwood Books          | 34-832      | Paul Rader          |
| Shadow Of Lesbos                                    | Joe Marten                      | 1964  | All Star               | 19          |                     |
| Shame Club                                          | Andrew Shaw                     | 1964  | Evening Reader         | ER709       |                     |
| Shame Doctor                                        | J. X. Williams                  | 1964  | Idle Hour              | IH406       |                     |
| Shame Slave                                         | Kevin North                     | 1962  | Boudoir                | 1006        |                     |
| Shame Slum                                          | John Dexter                     | 1964  | Sundown Reader         | SR508       |                     |
| Share My Wife                                       | John Conway                     | 1966  | Brandon House          | 962         |                     |
| She Devil                                           | Vin Fields                      | 1965  | Domino Books           | 72-906      | photo               |
| She Had To Cheat                                    | William Kane                    | 1966  | Leisure Books          | LB1146      | Robert Bonfils      |
| She Made Her Bed                                    | Evans McKnight                  | 1960  | Beacon                 | B324        |                     |
| She Who Strays …                                    | Arthur Adlon                    | 1963  | Beacon                 | B602F       | Darcy               |
| Sheila                                              | Pamela Kaye                     | 1967  | Brandon House          | 2504        |                     |
| Silky                                               | Dallas Mayo                     | 1961  | Midwood Books          | 85          | Paul Rader          |
| Sin Bedmates                                        | Ralph Henley                    | 1967  | Regal Line             | RN1128      |                     |
| Sin Bus                                             | J.C. Clanton                    | 1964  | Herald Reader          | HR103       |                     |
| Sin Census                                          | Don Holliday                    | 1963  | Pillar Books           | PB810       | Robert Bonfils      |
| Sin Crazed                                          | Don Elliott                     | 1963  | Midnight Reader        | MR469       |                     |
| Sin Frenzy                                          | Virgil Corning                  | 1964  | Bell Books             | 103         |                     |
| Sin Girls                                           | Marlene Longman                 | 1960  | Nightstand Books       | NB1514      | Harold W. McCauley  |
| Sin Hellcat                                         | Andrew Shaw                     | 1962  | Nightstand Books       | NB1599      | Harold W. McCauley  |
| Sin Hotel                                           | Don Holliday                    | 1960  | Nightstand Books       | NB1518      | Harold W. McCauley  |
| Sin Island                                          | Robert Bledsoe                  | 1963  | All Star               | AS4         |                     |
| Sin School                                          | Don Holliday                    | 1959  | Midwood Books          | 25          |                     |
| Sin Sick                                            | Don Elliott                     | 1962  | Nightstand Books       | NB1631      | Robert Bonfils      |
| Sin Snoop                                           | John Dexter                     | 1965  | Nightstand Books       | NB1765      |                     |
| Sin Sorority                                        | Edward McCallin                 | 1967  | Midwood Books          | 34-903      |                     |
| Sin Sucker                                          | Fred L. Davis                   | 1965  | Private Edition        | PE339       |                     |
| Sin Swap                                            | Alan Marsh                      | 1964  | Ember Books            | EB917       |                     |
| Sin Valley                                          | Gail Spencer                    | 1962  | Raven Books            | RB706       |                     |
| Sin Wed                                             | William Kane                    | 1964  | Evening Reader         | ER745       |                     |
| Sinful Desires                                      | Florence Stonebraker            | 1959  | Bedside Books          | BB801       |                     |
| Sinful Sexpot                                       | Laurence Foster                 | 1964  | After Hours            | AH107       | Eric Stanton        |
| Sinners In The Sun                                  | Ron Cary                        | 1964  | Royal Line             | RL103       |                     |
| Sinners Setup                                       | J. X. Williams                  | 1964  | Sundown Reader         | SR523       |                     |
| Sinquisition                                        | J. X. Williams                  | 1967  | Pleasure Reader        | PR141       | Ed Smith            |
| Sins And The Camera                                 | D.J. Marshall                   | 1969  | Saber Books            | SA-157      |                     |
| Sins Of Cheryl                                      | Roger Blake                     | 1963  | France Book            | 57          |                     |
| Sister Act                                          | Hal Kantor                      | 1966  | Pad Library            | PL533       |                     |
| Sisterhood Of The Flesh                             | Dale Greggsen                   | 1965  | Domino Books           | 72-922      | photo               |
| Sisters In Shame                                    | Ben Dawson                      | 1967  | Triumph                | TNC307      |                     |
| Sisters In Sin                                      | Woodrow Olivetti                | 1968  | Venice Books           | VB367       |                     |
| Sisters Of Lesbos                                   | Robert Bledsoe                  | 1967  | Private Edition        | PE417       |                     |
| Six For Sex                                         | Jack Kahler                     | 1965  | All Star               | AS52        |                     |
| Slash Of Lust                                       | Lupo Sebreng                    | 1964  | Clover Reader          | CR102       |                     |
| Slut On The Run                                     | J. S. Robins                    | 1966  |                        |             |                     |
| Slut's Orgy                                         | Lester Morris                   | 1964  | Nite Lite              | NL209       |                     |
| Snow Bunnies                                        | Joan Ellis                      | 1966  | Midwood Books          | 32-618      | Paul Rader          |
| So Nice, So Wild                                    | Max Day                         | 1959  | Stanley Library        | SL68        | photo               |
| So Strange A Love                                   | Danni Sherwood                  | 1964  | Midwood Books          | F363        | photo               |
| Soft In The Shadows                                 | John Turner                     | 1963  | Midwood Books          | F287        |                     |
| Soft Shoulders                                      | Paul V. Russo                   | 1963  | Midwood Books          | 33-788      | photo               |
| Soft Touch                                          | Dallas Mayo                     |       | Midwood Books          |             | photo               |
| Somebody's Woman                                    | Jackson Harmon                  | 1968  | In Library             | 222         |                     |
| Something Sinful                                    | John Dexter                     | 1967  | Ember Library          | EL382       | Robert Bonfils      |
| Sororities Of Sin                                   | Dave Vance                      | 1969  | Saber Books            | SA-150      |                     |
| Sorority House                                      | Jordan Park                     | 1956  | Lion Library           | LL97        | Clark Hulings       |
| Sorority Scandal                                    | Dallas Mayo                     | 1968  | Midwood Books          | 35-142      | photo               |
| Sorority Sin                                        | E.S. Seeley                     | 1959  | Beacon                 | B278        | Fred Rodewald       |
| Sorority Sisters                                    | Connie Nelson                   | 1965  | Midwood Books          | 34-575      | photo               |
| Sorority Spanks                                     | Lana Preston                    | 1971  | Global Press           | BSS143      |                     |
| Spare Her Heaven                                    | Morgan Ives                     | 1963  | Monarch Books          | 335         | Harry Schaare       |
| Speak It In Whispers                                | Arthur Adlon                    | 1965  | Domino Books           | 72-905      | photo               |
| Special Assignment                                  | Peter Willow                    | 1966  | Wee Hours              | WH503       | Bill Alexander      |
| Split Level Sin                                     | Bart English                    | 1964  | Globe Volume           | GV101       |                     |
| Split Level Sin                                     | D.W. Craig                      | 1964  | All Star               | AS38        |                     |
| Spring Fire (en)                                    | Vin Packer                      | 1952  | Gold Medal Books       | 222         | Barye Phillips      |
| Spy Hunt                                            | Myron Kosloff                   | 1967  | Wee Hours              | WH510       | Gene Bilbrew        |
| Stand In                                            | Paul Prentiss                   | 1966  | After Hours            | AH144       | Eric Stanton        |
| Star-Crossed Sinners                                | Saxon Craig                     | 1967  | Nightstand Books       | NB1836      |                     |
| Star Stud                                           | Michael Starr                   | 1966  | Room Mate Books        | RM402       |                     |
| Stella's Lovers                                     | April Morgan                    | 1967  | Bee Line               | 368-N       | photo               |
| Strange Affair                                      | Edwin West                      | 1962  | Monarch Books          | 232         | Harry Schaare       |
| Strange Are The Ways Of Love                        | Lesley Evans                    | 1959  | Crest Books            | s336        | Barye Phillips      |
| Strange Bedfellows                                  | Gail Spencer                    | 1963  | Nite Lite              | NLB202      |                     |
| Strange Breed                                       | Aldo Lucchesi                   | 1960  | Midwood Books          | 44          | Paul Rader          |
| Strange Delights                                    | Loren Beauchamp                 | 1962  | Midwood Books          | F145        | Paul Rader          |
| Strange Desire                                      | Wayne Wallace                   | 1965  | Brandon House          | 743         |                     |
| Strange Desires                                     | Gerald Kramer                   | 1968  | Midwood Books          | 35-174      |                     |
| Strange Embrace                                     | Ben Christopher                 | 1962  | Beacon                 | B487F       |                     |
| Strange Fascination                                 | Greg Hamilton                   | 1969  | Midwood Books          | 35-196      |                     |
| Strange Friends (Et Vildskud)                       | Agnete Holk                     | 1955  | Pyramid Books          | G170        | Ronnie Lesser       |
| Strange Friends (Et Vildskud)                       | Agnete Holk                     | 1963  | Pyramid Books          | R-863       | Ronnie Lesser       |
| Strange Fruit                                       | Richard Allen                   | 1965  | After Hours            | AH113       | Eric Stanton        |
| Strange Fulfillment                                 | Denys Val Baker                 | 1958  | Pyramid Books          | G341        | William Rose        |
| Strange Harem                                       | Jan Hudson                      | 1962  | France Book            | F24         | photo               |
| Strange Longing                                     | Orrie Hitt                      | 1963  | Chariot Books          | CB1626      |                     |
| Strange Lovers                                      | John Trinian                    | 1967  | Macfadden              | 60-301      | photo               |
| Strange Lust                                        | anonyme                         | 1963  | Private Edition        | PE311       |                     |
| Strange Nurse                                       | Arthur Adlon                    | 1965  | Beacon                 | B546F       |                     |
| Strange Passions                                    | Florence Stonebraker            | 1953  | Croydon Books          | 37          | Bernard Safran      |
| Strange Passions                                    | Tom Haunt                       | 1964  | Gaslight               | GL130       |                     |
| Strange Quirks                                      | Larry Gordon                    | 1969  | Chelsea Library        | 309         |                     |
| Strange Seduction                                   | Arthur Adlon                    | 1962  | Beacon                 | B564F       | Victor Olson        |
| Strange Sisters                                     | Fletcher Flora                  | 1954  | Lion Books             | LB215       |                     |
| Strange Sisters                                     | Fletcher Flora                  | 1960  | Pyramid Books          | G474        | Robert Maguire      |
| Strange Sisters                                     | David Key                       | 1967  | Bee Line               | 195         |                     |
| Strange Sisters                                     | Robert Turner                   | 1962  | Beacon                 | B526F       |                     |
| Strange Sisters                                     | Sheri Blue                      | 1967  | Pad Library            | PL-544      |                     |
| Strange Street                                      | William Spain                   | 1968  | Galaxy Books           | 825         |                     |
| Strange Struggle                                    | Herb Muller                     | 1963  | Kozy Books             | K178        |                     |
| Strange Thirsts                                     | Michael Norday                  | 1955  | Beacon                 | B264        |                     |
| Strange Thirsts                                     | Michael Norday                  | 1963  | Beacon                 | B662X       |                     |
| Strange Worlds                                      | Greg Hamilton                   | 1969  | Midwood Books          | 35-239      | photo               |
| Stranger On Lesbos                                  | Valerie Taylor                  | 1960  | Gold Medal Books       | d1876       |                     |
| Strip Artist Broad                                  | Ken Kane                        | 1966  | Imperial Books         | 768         |                     |
| Stripper Dyke                                       | Anita Wright                    | 1967  | PEC                    | FL13        |                     |
| Student In Lesbos                                   | Saxon Craig                     | 1967  | Leisure Books          | LB1201      | Robert Bonfils      |
| Studio Of Lust                                      | Jack Evans                      | 1964  | Falcon Books           | FB-1004     |                     |
| Subdued                                             | Bud Conway                      | 1966  | Wee Hours              | WH507       |                     |
| Subjected                                           | Larry Dean                      | 1965  | First Niter            | FN227       | Eric Stanton        |
| Suburban Sexpots                                    | Frank G. Harris                 | 1963  | All Star               | AS8         |                     |
| Such Is My Beloved                                  | Carol Hales                     | 1953  | Berkley Books          | G-95        | photo               |
| Suddenly It's Sin                                   | D.W. Craig                      | 1962  | Raven Books            | RB705       |                     |
| Suddenly, Wonderfully Gay                           | Peter Kanto                     | 1968  | Brandon House          | 2046        | photo               |
| Summer Camp                                         | Anne Herbert                    | 1963  | Beacon                 | B687X       |                     |
| Suzanne                                             | Mark Lucas                      | 1965  | Saber Books            | SA-78       |                     |
| Suzy And Vera                                       | Peggy Swenson                   | 1964  | Brandon House          | 904         |                     |
| Swap Island                                         | Reed Martin                     | 1969  | Companion Books        | CB606       |                     |
| Swapping In Suburbia                                | Herb Muller                     | 1963  | First Niter            | FN103       |                     |
| Swapping Society                                    | Jack Woods                      | 1968  | Corsair Books          | 216         | Gene Bilbrew        |
| Sweet Torment                                       | Sylvia Sharon                   | 1964  | Domino Books           | 72-718      | photo               |
| Swing Low Sweet Lesbian                             | Byron Woolfe                    | 1965  | All Star               | AS41        |                     |
| Switch-Hitter                                       | March Hastings                  | 1969  | Midwood Books          | 37-190      | photo               |
| Switch Hitters                                      | Laurence Fulton                 | 1965  | After Hours            | AH123       | Eric Stanton        |
| Switcher                                            | Allan Horn                      | 1967  | Midwood Books          | 34-858      |                     |
| Switching Hour                                      | Gage Carlin                     | 1969  | Candid Reader          | CA1007      | Darrel Millsap      |
| Taboo                                               | Sloan Brittain                  | 1968  | Midwood Books          | 34-122      | photo               |
| Take Me!                                            | D.W. Craig                      | 1963  | Raven Books            | 708         |                     |
| Take Me Home                                        | Fletcher Flora                  | 1959  | Monarch Books          | 120         | Harry Schaare       |
| Talent Scout                                        | Richard Donalds                 | 1965  | After Hours            | AH120       | Eric Stanton        |
| Teen-Age Stray                                      | Arthur Adlon                    | 1964  | Beacon                 | B752X       |                     |
| Teen-Age Terror                                     | Wenzell Brown                   | 1958  | Gold Medal Books       | s734        | James Meese         |
| Teen Butch                                          | Carol Caine                     | 1968  | Midwood Books          | 35-176      |                     |
| Tender Torment                                      | Randy Salem                     | 1962  | Midwood Books          | F172        | Paul Rader          |
| Thank Me Later                                      | Carol Caine                     | 1968  | Midwood Books          | 34-991      | photo               |
| That Kind Of Girl                                   | Stanley Curson                  | 1965  | Brandon House          | 741         | Fred Fixler         |
| That Kind Of Love                                   | Lester Lake                     | 1967  | Private Edition        | PE431       |                     |
| That Other Hunger                                   | Sloane Britain                  | 1961  | Midwood Books          | F119        | Paul Rader          |
| The 3rd Theme                                       | March Hastings                  | 1961  | Newsstand Library      | U157        | Robert Bonfils      |
| The Abnormal Ones                                   | Herbert O. Pruett               | 1964  | Beacon                 | B771X       |                     |
| The Bashful Lesbian                                 | Olivia Rangely                  | 1965  | Brandon House          | 915         |                     |
| The Beatniks                                        | Richard E. Geis                 | 1960  | Dollar Double          | 955         |                     |
| The Beauty Game                                     | Emory Paine                     | 1965  | Midwood Books          | 32-494      | Paul Rader          |
| The Beds Of Bronson Canyon                          | Robert Bledsoe                  | 1964  | All Star               | AS20        | John Healey         |
| The Beds Of Lesbos                                  | anonyme                         | 1964  | All Star               | AS33        |                     |
| The Befuddled Stud                                  | John Dexter                     | 1968  | Nightstand Books       | NB1870      |                     |
| The Best Laid Schemes                               | Saw Ludwig                      | 1963  | Private Edition        | PE318       |                     |
| The Big Book Of Lesbian Horse Stories               | Monica Nolan & Alisa Surkis     | 2002  | Kensington             |             |                     |
| The Big Snatch                                      | Paul Bannion                    | 1966  | All Star               | AS76        |                     |
| The Bisexual Female                                 | Roger Blake, Ph.D.              | 1968  | Ambassador Books       | 508         |                     |
| The Blonde                                          | Peggy Swenson                   | 1960  | Midwood Books          | 56          | Paul Rader          |
| The Blonde                                          | Peggy Swenson                   | 1962  | Midwood Books          | Y160        | Paul Rader          |
| The Bold And The Innocent                           | Larry Tuttle                    | 1964  | Saber Books            | SA-60       |                     |
| The Bride Turned Gay                                | Wayne Wallace                   | 1965  | Brandon House          | 720         |                     |
| The Broadwalk                                       | Marcus Miller                   | 1967  | Nightstand Books       | NB1851      |                     |
| The Cellar Sinners                                  | J. X. Williams                  | 1966  | Sundown Reader         | SR622       |                     |
| The Company Girls                                   | Mona Williams                   | 1965  | Gold Medal Books       | K1503       | Robert McGinnis     |
| The Constant Urge                                   | Donna Richards                  | 1966  | Domino Books           | 82-105      | photo               |
| The Cool Coeds                                      | Joan Ellis                      | 1965  | Midwood Books          | 32-496      | Paul Rader          |
| The Damned One (La Maudite)                         | Guy des Cars                    | 1956  | Pyramid Books          | G224        | George Ziel         |
| The Dangerous Games                                 | Tereska Torrès                  | 1961  | Crest Books            | s442        | Robert McGinnis     |
| The Deadly Nude                                     | Steve Channing                  | 1964  | Carousel Books         | 522         |                     |
| The Delicate Vice                                   | Sloan Britton                   | 1960  | Midwood Books          | F310        |                     |
| The Demanding Flesh                                 | Mark Stevens                    | 1965  | Playtime               | 722-S       |                     |
| The Demon Dyke                                      | Tracy Lane                      | 1968  | Candid Reader          | CA934       | Darrel Millsap      |
| The Depths Of Desire                                | Joe Webster                     | 1967  | All Star               | AS119       |                     |
| The Desperate Dyke                                  | Susan Post                      | 1968  | Candid Reader          | CA923       | Ed Smith            |
| The Dike Twins                                      | D.W. Craig                      | 1963  | New Chariot Library    | 6C-629      |                     |
| The Discontented                                    | Max Collier                     | 1966  | Midwood Books          | 32-631      | Paul Rader          |
| The Divorcees                                       | Kay Martin                      | 1962  | Pyramid Books          | F750        | Rudy Nappi          |
| The Doctor And The Dike                             | Jason Hytes                     | 1962  | Midwood Books          | Y176        |                     |
| The Drifter                                         | March Hastings                  | 1962  | Midwood Books          | F163        | Paul Rader          |
| The Dyke Department                                 | Don Bellmore                    | 1968  | Nightstand Books       | NB1866      | Darrel Millsap      |
| The Easy Way                                        | Dallas Mayo                     | 1964  | Midwood Books          | 32-421      | Paul Rader          |
| The Escapade                                        | Régis Rivald                    | 1971  | Pyramid Books          | N2485       | photo               |
| The Evil Friendship                                 | Vin Packer                      | 1958  | Gold Medal Books       | s797        | photo               |
| The Experimenters                                   | Juliette Rowell                 | 1965  | Satan Press            | 110         | Gene Bilbrew        |
| The Fear And The Guilt                              | Wilene Shaw                     | 1954  | Ace Books              | S-80        |                     |
| The Flesh Is Willing                                | Dorcas Knight                   | 1962  | Midwood Books          | F156        | Frace               |
| The Flesh Seekers                                   | Don Elliott                     | 1964  | Leisure Books          | LB631       | Robert Bonfils      |
| The Flesh Users                                     | Dean Hudson                     | 1966  | Nightstand Books       | NB1771      |                     |
| The Flesh Worshipers                                | Jack Woods                      | 1969  | Satan Press            | SP-118      | Gene Bilbrew        |
| The Fourth Sex                                      | T. J. Howard                    | 1966  | Brandon House          | 1026        | photo               |
| The Free Love Virgin                                | Randy Salem                     | 1964  | Brandon House          | 909         |                     |
| The Gay And The Guilty                              | J.M. Gough                      | 1966  | Private Edition        | PE397       | Paul Rader          |
| The Gay Girls                                       | Don Elliott                     | 1966  | Evening Reader         | ER1248      |                     |
| The Gay Nurses                                      | Stan O' Dair                    | 1965  | Brandon House          | 913         |                     |
| The Gay Ones                                        | Eve Linkletter                  | 1958  | Fabian                 | Z-124       |                     |
| The Gay Partners                                    | Peggy Swenson                   | 1964  | Brandon House          | 908         |                     |
| The Gay Tease                                       | Gus Stevens                     | 1965  | Brandon House          | 925         |                     |
| The Gay Way                                         | Amy Irwin                       | 1965  | Brandon House          | 727         |                     |
| The Girl Habit                                      | Henry Appleton James            | 1966  | Private Edition        | PE391       |                     |
| The Girls At Wendy's                                | Rick Raymond                    | 1964  | Brandon House          | 707         |                     |
| The Girls In 3-B                                    | Valerie Taylor                  | 1959  | Gold Medal Books       | K1545       | James Meese         |
| The Girls Of Club Sappho                            | Joy Taylor                      | 1963  | Saber Books            | SA-36       |                     |
| The Girls' Place                                    | Saxon Craig                     | 1966  | Evening Reader         | ER1247      |                     |
| The Glass Mattress                                  | Byron Wolfe                     | 1965  | Private Edition        | PE349       |                     |
| The Go-Go Girls                                     | Leslie Roote                    | 1966  | Midwood Books          | 34-611      | photo               |
| The Golden Cage                                     | Tereska Torrès                  | 1959  | Avon Books             | T-448       |                     |
| The Green Girls                                     | Jo Tyler                        | 1969  | Brandon House          | 6050        |                     |
| The Hands Of Love                                   | Maude Hutchins                  | 1960  | Pyramid Books          | G526        | Tom Miller          |
| The Hard Sell Girls                                 | Del Britt                       | 1964  | Brandon House          | 717         |                     |
| The Heat Of Day                                     | March Hastings                  | 1963  | Midwood Books          | F296        |                     |
| The Hours Of Rapture                                | Sheldon Lord                    | 1966  | Domino Books           | 82-108      | photo               |
| The Houseguest                                      | Kimberly Kemp                   | 1964  | Midwood Books          | F381        | Paul Rader          |
| The Initiates                                       | Don Elliott                     | 1966  | Sundown Reader         | SR596       |                     |
| The Innocent Lesbian                                | Rex Weldon                      | 1965  | Brandon House          | 926         |                     |
| The Jealous And The Free                            | March Hastings                  | 1961  | Midwood Books          | 80          | Paul Rader          |
| The Lady Lovers                                     | Lester Lake                     | 1967  | All Star               | AS136       |                     |
| The Lash                                            | John B. Thompson                | 1965  | Beacon                 | B825X       | Charles Copeland    |
| The Last Resort                                     | Kimberly Kemp                   | 1966  | Midwood Books          | 32-584      | Victor Olson        |
| The Lavender Girls                                  | Stan O' Dair                    | 1964  | Brandon House          | 907         |                     |
| The Lavender House                                  | Rex Weldon                      | 1965  | Brandon House          | 924         |                     |
| The Lavender Runway                                 | Tony Trelos                     | 1966  | Brandon House          | 966         |                     |
| The Leather Girls                                   | Una Mujer                       | 1966  | Private Edition        | PE374       |                     |
| The Left Hand Of Satan                              | Mark Lucas                      | 1965  | Saber Books            | SA-88       |                     |
| The Lesbian                                         | Jerri Le Baron                  |       | Softcover              | B1126       |                     |
| The Lesbian In Our Society                          | W. D. Sprague                   | 1962  | Midwood Books          | F154        | photo               |
| The Lesbian Watcher                                 | Wayne Wallace                   | 1964  | Brandon House          | 911         | Fred Fixler         |
| The Lion House                                      | Marjorie Lee                    | 1959  | Crest Books            | s413        | Robert McGinnis     |
| The Love Adjuster                                   | John Dexter                     | 1967  | Ember Library          | EL369       | Darrel Millsap      |
| The Loving And The Daring (Le Rempart des Béguines) | Françoise Mallet                | 1953  | Popular Library (en)   | 1508        |                     |
| The Lowest Sins                                     | Joe Castro                      | 1961  | Midwood Books          | F125        | Paul Rader          |
| The Loyal Lez                                       | Marcus Miller                   | 1968  | Pleasure Reader        | PR169       | Tomas Cannizarro    |
| The Lust Within                                     | John Dexter                     | 1967  | Nightstand Books       | NB1830      | Tomas Cannizarro    |
| The Married Lesbian                                 | Beryl Carlton                   | 1969  | Viceroy                | VP337       |                     |
| The Married Set                                     | Jerome Martin                   | 1967  | Wee Hours              | WH509       | Bill Ward           |
| The Maybe Sex                                       | Jack Kahler                     | 1964  | All Star               | AS18        |                     |
| The Mesh                                            | Lucie Marchal                   | 1951  | Bantam Books           | 862         |                     |
| The Middle Sex                                      | Stacey Clubb                    | 1970  | Softcover Library      | S95160      |                     |
| The Midway At Midnight                              | Leslie Behan                    | 1964  | Domino Books           | 72-764      | photo               |
| The Mirrored Orgy                                   | Douglas Dee                     | 1965  | Saber Tropic           | 912         |                     |
| The Mrs. Was A Dyke                                 | Jack Kahler                     | 1967  | Private Edition        | PE415       |                     |
| The Naked Archer                                    | Stella Gray                     | 1966  | Vega                   | V-49        |                     |
| The Naked Flesh                                     | Orrie Hitt                      | 1962  | Kozy Books             | K159        |                     |
| The Narrow Line                                     | Herb Roberts                    | 1963  | Beacon                 | B610F       | Charles Copeland    |
| The Night People                                    | David Fields                    | 1966  | All Star               | AS93        |                     |
| The Nightwalkers                                    | Joseph Como                     | 1967  | All Star               | AS145       |                     |
| The Nite Lusters                                    | Don Elliott                     | 1965  | Sundown Reader         | SR549       |                     |
| The Odd Kind                                        | Arthur Adlon                    | 1962  | Beacon                 | B492F       | Milo                |
| The Odd Kind                                        | Arthur Adlon                    | 1964  | Beacon                 | B795X       | Darcy               |
| The Odd Ones                                        | Edwina Mark                     | 1959  | Berkley Books          | G-245       | Rudy Nappi          |
| The Odd World                                       | Donna Richards                  | 1965  | Domino Books           | 72-787      | photo               |
| The Off-Limits World                                | Carla Josephs                   | 1965  | Domino Books           | 72-902      | photo               |
| The Olive Branch                                    | Pauline Cooper                  | 1967  | Private Edition        | PE430       |                     |
| The One Between                                     | Arthur Adlon                    | 1962  | Beacon                 | B541F       |                     |
| The Other Extreme                                   | Laura Duchamp                   | 1964  | Midwood Books          | 32-419      | photo               |
| The Other Kind                                      | Richard Villanova               | 1963  | Beacon                 | B619F       | Darcy               |
| The Other Side Of Desire                            | Paula Christian                 | 1963  |                        |             |                     |
| The Other Side Of Love                              | J. Malcolm Maxwell              | 1963  | Beacon                 | B584F       |                     |
| The Other Side Of The Bed                           | J.M. Gough                      | 1967  | Private Edition        | PE416       |                     |
| The Other Way                                       | Robert Hadley                   | 1969  | Midwood Books          | 35-196      |                     |
| The Outcasts                                        | March Hastings                  | 1961  | Midwood Books          | F134        | Rudy Nappi          |
| The Passion Game                                    | Ross Tyler                      | 1967  | Dragon Edition         | DE155       |                     |
| The Path Between                                    | Jay Warren                      | 1961  | Midwood Books          | 72          | Paul Rader          |
| The Path They Choose                                | Cathy Jordan                    | 1966  | Domino Books           | 82-106      | photo               |
| The Perfumed Flesh                                  | Donna Richards                  | 1964  | Domino Books           | 72-756      | photo               |
| The Pleasure Salesman                               | Gus Stevens                     | 1965  | Brandon House          | 742         | Fred Fixler         |
| The Pleasures We Know                               | Barbara Wilson                  | 1964  | Domino Books           | 72-774      | photo               |
| The Price Of Salt (Carol)                           | Claire Morgan                   | 1952  | Bantam Books           | 1148        | Barye Phillips      |
| The Price Was Perversity                            | Paul Gregory                    | 1962  | Beacon                 | B557        |                     |
| The Private Life of a Strip-Tease Girl              | Cal Anton                       | 1959  | Beacon                 | B266        |                     |
| The Queer Class                                     | Matt Lacey                      | 1965  | Compass Line           | CL106       | photo               |
| The Queer Ones                                      | Toby Wills                      | 1964  | Playtime               | 683-S       |                     |
| The Queer Sisters                                   | Steve Harragan                  | 1950  | Stallion Books         | 206         | Bernard Safran      |
| The Queer Sisters                                   | Steve Harragan                  | 1952  | Uni Books              | 43          | Bernard Safran      |
| The Ravagers                                        | Tony Calvin                     | 1963  | Ember Books            | EB914       |                     |
| The Red Snapper                                     | Bobby Vents                     | 1965  | All Star               | AS55        |                     |
| The Reluctant Couple                                | Doug Buck                       | 1967  | Brandon House          | 1142        |                     |
| The Reluctant Tease                                 | Amy Irwin                       | 1965  | Brandon House          | 739         |                     |
| The Resort Crowd                                    | Jane Greer                      | 1967  | Wizard                 | 405         |                     |
| The Restless Beds                                   | Wayne Wallace                   | 1965  | Brandon House          | 737         |                     |
| The Revolt Of Jill Braddock                         | Stuart Friedman                 | 1960  | Monarch Books          | 144         | Harry Barton        |
| The Roommates                                       | Mark Clements                   | 1964  | Midwood Books          | 32-414      | photo               |
| The Sad Gay Life                                    | Donna Richards                  | 1964  | Domino Books           | 72-742      | photo               |
| The Sandancers                                      | Jerome Jennings                 | 1967  | All Star               | AS123       |                     |
| The Scorpion                                        | Anna Elisabeth Weirauch         | 1948  | Avon Books             | AT-58       |                     |
| The Secret Flesh                                    | Carol Caine                     | 1968  | Midwood Books          | 35-142      | photo               |
| The Secret Places                                   | A. L. Roget                     | 1964  | Domino Books           | 72-786      | photo               |
| The Sensualists                                     | Ben Hecht                       | 1959  | Dell Books             | D294        | Freeman Elliott     |
| The Sensualists                                     | Tony Calvano                    | 1966  | Nightstand Books       | NB1793      |                     |
| The Set                                             | Arthur Adlon                    | 1962  | Beacon                 | B532F       |                     |
| The Sex Between                                     | Jason Hytes                     | 1968  | Midwood Books          | 35-934      |                     |
| The Sex Between                                     | Randy Salem                     | 1962  | Midwood Books          | F219        |                     |
| The Sex Collector                                   | Howard Boyle                    | 1967  | Private Edition        | PE411       |                     |
| The Shades Of Evil                                  | Bonnie Golightly                | 1960  | Hillman Books          | 162         |                     |
| The Shadowy Sex                                     | Hilary Hilton                   | 1963  | Beacon                 | B578F       |                     |
| The She Beasts                                      | Bob Heller                      | 1966  | Private Edition        | PE376       |                     |
| The Sign Of Eros                                    | Paul Bodin                      | 1959  | Berkley Books          | G-216       | photo               |
| The Silken Undergroundi                             | Vicki Spain                     | 1965  | Domino Books           | 72-952      | photo               |
| The Sin Satyr                                       | Andrew Shay                     | 1964  | Idle Hour              | IH420       |                     |
| The Sinners                                         | John Turner                     | 1963  | Midwood Books          | 325         |                     |
| The Sins Of Summer                                  | D.W. Craig                      | 1963  | Private Edition        | PE313       |                     |
| The Sins Of Tonia                                   | Sylvia Sharon                   | 1964  | Domino Books           | 72-729      |                     |
| The Sisterhood                                      | Sheldon Lord                    | 1963  | Beacon                 | B659X       |                     |
| The Sisterhood                                      | Sheldon Lord                    | 1970  | Softcover Library      | S95189      | Charles Copeland    |
| The Sister-In-Swap                                  | Mark Loring                     | 1969  | Companion Books        | CB622       | Ed Smith            |
| The Sisters                                         | Norman Bligh                    | 1960  | Beacon                 | B363        |                     |
| The Sisters                                         | Norman Bligh                    | 1966  | Softcover Library      | B922X       |                     |
| The Soft Sin                                        | Randy Salem                     | 1962  | Midwood Books          | F196        |                     |
| The Softest Sin                                     | Ludwell Hughes                  | 1965  | Midwood Books          | 34-504      | Victor Olson        |
| The Sorority Girls                                  | Tom Phillips                    | 1962  | Monarch Books          | 273         | Rafael DeSoto       |
| The Strange Ones                                    | Ben Travis                      | 1959  | Beacon                 | B226        | Darcy               |
| The Strange Path                                    | Gale Wilhelm                    | 1953  | Lion Books             | LB121       | Robert Maguire      |
| The Strange Path                                    | Gale Wilhelm                    | 1958  | Berkley Books          | G-111       | Robert Maguire      |
| The Strange Trio                                    | Rhona Rollins                   | 1967  | Flame                  | FB106       | Robert Maguire      |
| The Strange Women                                   | Miriam Gardner                  | 1967  | Monarch Books          | 249         | Tom Miller          |
| The Swap School                                     | John Dexter                     | 1968  | Companion Books        | CB590       | Robert Bonfils      |
| The Swappers' Wives                                 | J. X. Williams                  | 1969  | Adult Books            | AB462       |                     |
| The Tainted One (réédition de Lesbian Love)         | Marlene Longman                 | 1973  | Greenleaf              | 3023        | Ed Smith            |
| The Third Lust                                      | George Simon                    | 1963  | Beacon                 | B586F       | Darcy               |
| The Third Sex                                       | Artemis Smith                   | 1959  | Beacon                 | B268        |                     |
| The Third Sex Syndrome                              | March Hastings                  | 1962  | Dollar Double          | 954         | Robert Bonfils      |
| The Third Street                                    | Joan Ellis                      | 1964  | Midwood Books          | F386        | Paul Rader          |
| The Third Theme                                     | March Hastings                  | 1961  | Newsstand Library      | U157        |                     |
| The Third Way                                       | Sheldon Lord                    | 1962  | Beacon                 | B491F       |                     |
| The Third Way                                       | Sheldon Lord                    | 1964  | Beacon                 | B790X       | Al Rossi            |
| The Three Way Apartment                             | Peggy Swenson                   | 1964  | Brandon House          | 710         |                     |
| The Thrill Seekers                                  | Rex Weldon                      | 1965  | Brandon House          | 934         |                     |
| The Time And Place                                  | Laura Duchamp                   | 1965  | Midwood Books          | 32-433      | Paul Rader          |
| The Troubled Sex                                    | Carlson Wade                    | 1961  | Beacon                 | E105F       |                     |
| The Twisted Loves Of Nym O'Sullivan                 | Mark Tryon                      | 1960  | Beacon                 | B343        |                     |
| The Twisted Ones                                    | Tom Foran                       | 1963  | Beacon                 | B664F       |                     |
| The Twisted Path                                    | J. Malcolm Maxwell              | 1963  | Beacon                 | B621F       | Harry Barton        |
| The Twisted Year                                    | Rea Michaels                    | 1963  | Domino Books           | 72-680      |                     |
| The Two Way Amazon                                  | Rex Weldon                      | 1965  | Brandon House          | 914         |                     |
| The Unashamed                                       | March Hastings                  | 1960  | Midwood Books          | 53          | Paul Rader          |
| The Unashamed                                       | March Hastings                  | 1968  | Midwood Books          | 34-963      |                     |
| The Unfortunate Flesh                               | Randy Salem                     | 1960  | Midwood Books          | 63          | Paul Rader          |
| The Unmarried Ones                                  | Don Rico                        | 1964  | Beacon                 | B713X       |                     |
| The Unloved                                         | Peggy Swenson                   | 1961  | Midwood Books          | F110        | Paul Rader          |
| The Upper Hand                                      | Eve Marlowe                     | 1967  | Unique Books           | UB141       |                     |
| The Velvet Embrace                                  | Barbara Wilson                  | 1965  | Domino Books           | 72-949      | photo               |
| The Virgin                                          | Don Morro                       | 1955  | Beacon                 | B244        |                     |
| The Waitress                                        | Chris Harrison                  | 1967  | Midwood Books          | 34-903      |                     |
| The Way Of A Dame                                   | Fletcher Bennett                | 1963  | Playtime               | 625         |                     |
| The Wayward Ones                                    | Sara Harris                     | 1954  | Signet Books           | 1146        |                     |
| The Well Of Loneliness (Le Puits de Solitude)       | Radclyffe Hall                  | 1951  | Permabooks             | P112        |                     |
| The Whispered Love                                  | Dallas Mayo                     | 1969  | Midwood Books          | 34-234      | photo               |
| The Whispered Sex                                   | Kay Martin                      | 1960  | Hillman Books          | 138         | Darcy               |
| The Wild Week                                       | Jason Hytes                     | 1963  | Midwood Books          | D231        |                     |
| The Wilder Scene                                    | Wayne Wallace                   | 1967  | Brandon House          | 1073        |                     |
| The Women Of Champion City                          | Doris Davis                     | 1952  | Pocket Books           | 905         |                     |
| The Women She Had                                   | Frank G. Harris                 | 1966  | Private Edition        | PE406       | Paul Rader          |
| The Young And The Gay                               | Gustav Heinrich Schloesser, ScD | 1969  | Ram Special            | RS1003      |                     |
| Their Aching Hungers                                | Sylvia Sharon                   | 1965  | Domino Books           | 82-101      | photo               |
| There Was A Rustle Of Black Silk Stockings          | Robert McAlmon                  | 1963  | Belmont Books          | 90-296      | photo               |
| Thérèse And Isabelle                                | Violette Leduc                  | 1968  | Dell Books             | 8693        |                     |
| These Curious Pleasures                             | Sloane Britain                  | 1961  | Midwood Books          | F82         | Paul Rader          |
| They Call Me Lez                                    | Jo Ann Radcliff                 | 1963  | Paraiso Books          | 101         |                     |
| They Came To Sin                                    | Don Holliday                    | 1966  | Nightstand Books       | NB1806      |                     |
| This Bed We Made                                    | Artemis Smith                   | 1961  | Monarch Books          | 182         | Rafael DeSoto       |
| This Can't Be Love                                  | Claire Stanley                  | 1966  | Private Edition        | PE380       |                     |
| This Girl                                           | Jason Hytes                     | 1961  | Midwood Books          | 118         | Paul Rader          |
| This Is Not For You                                 | Jane Rule                       | 1970  | McCall                 |             | photo               |
| This Too Is Love                                    | Tom Vail                        | 1964  | Beacon                 | B701X       | Ray App             |
| This Yielding Flesh                                 | Paul V. Russo                   | 1961  | Midwood Books          | 94          | Paul Rader          |
| Those Who Lust                                      | Don Elliott                     | 1967  | Leisure Books          | LB1191      | Robert Bonfils      |
| Three                                               | Dallas Mayo                     | 1968  | Midwood Books          | 34-995      | Paul Rader          |
| Three Is An Orgy                                    | Lorain Cicero                   | 1965  | All Star               | AS67        |                     |
| Three Little Lesbians                               | Tony Trelos                     | 1969  | Brandon House          |             |                     |
| Three Of A Kind                                     | P. J. Wolfson                   | 1957  | Berkley Books          | G-85        | Charles Copeland    |
| Three On A Match                                    | Budd Masters                    | 1967  | Chevron                | 115         |                     |
| Three Strange Women                                 | Kay Addams                      | 1960  | Beacon                 | B358        |                     |
| Three Strange Women                                 | Kay Addams                      | 1964  | Beacon                 | B736X       |                     |
| Three Women                                         | March Hastings                  | 1958  | Beacon                 | B190        |                     |
| Three's A Crowd                                     | Bud Conway                      | 1964  | After Hours            | AH108       | Eric Stanton        |
| Thursday's Girls                                    | Frank Shield                    | 1965  | Playtime               | 753S        |                     |
| Tina                                                | Jim Ruse                        | 1961  | Kozy Books             | K135        |                     |
| To Drown Our Lusts                                  | Vicki Spain                     | 1965  | Domino Books           | 72-914      | photo               |
| Too Many Women                                      | Milton K. Ozaki                 | 1950  | Handi-Book Mystery     | 100         |                     |
| Too Ready For Love                                  | James De Marco                  | 1964  | Saber Books            | SA-70       |                     |
| Top And Bottom                                      | Anthony Dean                    | 1967  | First Niter            | FN256       |                     |
| Topless And Tempting                                | Max Nortic                      | 1967  | Midwood Books          | 34-902      |                     |
| Tormented                                           | Carolyn Weston                  | 1956  | Berkley Books          | G-132       |                     |
| Tormented Bride                                     | Myron Kosloff                   | 1965  | First Niter            | FN218       | Gene Bilbrew        |
| Tormented Virgin                                    | John D. Keefauver               | 1962  | Epic Books             | 126         |                     |
| Torrid Teen Twins                                   | Roger Shaft                     | 1972  | Global Press           | TAL10       | Bill Ward           |
| Torrid Wench                                        | Orrie Hitt                      | 1962  | Kozy Books             | K176        |                     |
| Trap Of Lesbos                                      | Stacey Clubb                    | 1962  | Beacon                 | B523F       |                     |
| Trap Of Lesbos                                      | Stacey Clubb                    | 1970  | Softcover Library      | S75159      |                     |
| Triangle Of Sin                                     | Manning Stokes                  | 1959  | Beacon                 | B276        |                     |
| Trip'N'Trade                                        | John Dexter                     | 1968  | Companion Books        | CB567       | Ed Smith            |
| Tropic Of Lesbos                                    | Harrison Kent                   | 1966  | Private Edition        | PE367       |                     |
| Turnabout Girls                                     | Mark Loring                     | 1970  | Adult Books            | AB1550      | Robert Bonfils      |
| Tutor From Lesbos                                   | A.P. Williams                   | 1964  | Beacon                 | B731X       |                     |
| Twice As Gay                                        | Nan Keene                       | 1964  | After Hours            | AH109       | Eric Stanton        |
| Twilight Girl                                       | Della Martin                    | 1961  | Beacon                 | B390        |                     |
| Twilight Girls                                      | Judson Grey                     | 1962  | Epic Books             | 135         |                     |
| Twilight Girls                                      | Sherry Dale                     | 1965  | Gold Star              | IL7-73      | Harry Schaare       |
| Twilight House                                      | Jan Stacy                       | 1960  | Newsstand Library      | 520         | Robert Bonfils      |
| Twilight Love                                       | Eric West                       | 1969  | Obelisk Press          | 4038        |                     |
| Twilight Lovers                                     | Miriam Gardner                  | 1964  | Monarch Books          | 418         | Rafael DeSoto       |
| Twilight Lovers                                     | Rick Raymond                    | 1965  | Brandon House          | 715         |                     |
| Twilight Lust                                       | Jane Sherman (en)               | 1964  | Playtime               | 662-S       |                     |
| Twilight Passion                                    | Lee Sargent                     | 1969  | Pleasure Reader        | PR216       |                     |
| Twilight Sex                                        | March Hastings                  | 1968  | Midwood Books          | 35-920      |                     |
| Twilight Sorority                                   | Greg Caldwell                   | 1966  | Sundown Reader         | SR608       | Darrel Millsap      |
| Twilight Women                                      | Les Scott                       | 1952  | Beacon                 | B156        |                     |
| Twilight Women                                      | L.T. Woodward, M.D.             | 1963  | Lancer Books           | 74-821      |                     |
| Twincest                                            | J. X. Williams                  | 1967  | Leisure Books          | LB1199      | Robert Bonfils      |
| Twist Me Kiss Me                                    | Peter Willow                    | 1964  | After Hours            | AH101       | Eric Stanton        |
| Twist Session                                       | Jim Harmon                      | 1962  | France Book            | 1030        | photo               |
| Twisted                                             | Richard Allen                   | 1965  | First Niter            | FN113       | Eric Stanton        |
| Twisted                                             | Dorothy Wilde                   | 1969  | Midwood Books          | 35-253      |                     |
| Twisted Emotions                                    | C.D. Wayne                      | 1969  | Chelsea Library        | 303         |                     |
| Twisted Love                                        | Elise Abel                      | 1963  | Brandon House          | 703         |                     |
| Twisted Loves                                       | Mark Ryan                       | 1959  | Bedside Books          | BB807       |                     |
| Twisted Lust                                        | Lew Simpson                     | 1961  | Chariot Books          | CB166       |                     |
| Twisted Lust                                        | Dorine Clark                    | 1966  | Imperial Books         | 771         |                     |
| Two Faces Of Passion                                | Hodge Evens                     | 1961  | Beacon                 | B443Y       | Ray Johnson         |
| Two Kinds Of Love                                   | Victor Jay                      | 1964  | Brandon House          | 718         |                     |
| Two Reel Gay Girls                                  | Jack Donne                      | 1965  | Brandon House          | 738         |                     |
| Two Times For Love                                  | Robert Hadley                   | 1965  | Brandon House          | 944         |                     |
| Two Way Beach Girl                                  | Peter Kanto                     | 1965  | Brandon House          | 949         |                     |
| Two Way Mistress                                    | Mark Savage                     | 1965  | Brandon House          | 735         |                     |
| Two-Way Street                                      | Rea Michaels                    | 1964  | Domino Books           | 72-741      | Victor Kalin        |
| Two-Way Street                                      | Rita Wilde                      | 1967  | PEC                    | FL16        |                     |
| Two Way Temptress                                   | Tracy Lane                      | 1968  | Candid Reader          | CA931       | Robert Bonfils      |
| Two Ways                                            | Ruth Lambert                    | 1967  | Unique Books           | 118         | Bill Alexander      |
| Two Women                                           | Kimberly Kemp                   | 1967  | Midwood Books          | 33-797      | photo               |
| Two Women In Love                                   | Stanley Curson                  | 1963  | Brandon House          | 619         |                     |
| Underground Lez                                     | Ben Carter                      | 1968  | PEC                    | FL40        |                     |
| Unknown Tomorrows                                   | Lora Sela                       | 1961  | Saber Books            | SA-20       |                     |
| Unlike Others                                       | Valerie Taylor                  | 1963  | Midwood Books          | F311        | photo               |
| Unnatural                                           | Luther Lee                      | 1968  | Midwood Books          | 35-920      |                     |
| Unnatural                                           | Sloan Britton                   | 1960  | Midwood Books          | 47          | Paul Rader          |
| Unnatural Love                                      | Greg Hamilton                   | 1969  | Midwood Books          | 37-190      | photo               |
| Unnatural Lovers                                    | Jack Noble                      | 1963  | Private Edition        | PE309       | John Healey         |
| Unnatural Wife                                      | Jay Carr                        | 1962  | Beacon                 | B509F       |                     |
| Unnatural Wife                                      | Jay Carr                        | 1966  | Softcover Library      | B933X       |                     |
| Untamed                                             | Joseph Carter                   | 1967  | Unique Books           | UB117       | Eric Stanton        |
| Untamed Flesh                                       | O.J. Stevens                    | 1965  | All Star               | AS48        |                     |
| Use My Body!                                        | Ralph Bisbee                    | 1963  | Raven Books            | RB721       |                     |
| Vegas Vice Queen                                    | King Brady                      | 1963  | Jade Books             | 204         | Robert Caples       |
| Velvet Seduction                                    | Marcia Marcoux                  | 1964  | Brandon House          | 965         | Fred Fixler         |
| Velvet Seduction                                    | Marcia Marcoux                  | 1966  | Brandon House          | 965         | Fred Fixler         |
| Venus Of Lesbos                                     | Steve Bell                      | 1961  | Newsstand Library      | U176        | Robert Bonfils      |
| Virgin Lust                                         | Chuck Sanders                   | 1966  | Imperial               | IMP754      |                     |
| Virgin No More                                      | Peggy Swenson                   | 1963  | France Book            | F53         |                     |
| Virgin Planet                                       | Poul Anderson                   | 1960  | Beacon                 | 270         | Robert Stanley      |
| Vixen's Delight                                     | Ivan Tarpoff                    | 1965  | After Hours            | AH110       | Eric Stanton        |
| Vixens Pageant                                      | Jon Parker                      | 1965  | After Hours            | AH116       | Gene Bilbrew        |
| Voluptuous Voyage                                   | Dallas Mayo                     | 1962  | Midwood Books          | F198        | Bruce Minney        |
| Voyage From Lesbos                                  | Richard C. Robertiello          | 1959  | Avon Books             | T-397       |                     |
| Voyage To Lesbo                                     | Doris Hanson                    | 1967  | Europa Books           | NT807       |                     |
| Wait For Tomorrow                                   | Robert Wilder                   | 1953  | Bantam Books           | A1181       |                     |
| Wall Street Wantons                                 | Marcus Miller                   | 1967  | Companion Books        | CB538       | Tomas Cannizarro    |
| Wanton Is A Sex Letter Word                         | Kyle Bond                       | 1965  | Centaur Novel          | CN104       |                     |
| Wanton Lust                                         | Rod Delman                      | 1966  | Dragon Edition         | DE128       |                     |
| Wanton Web                                          | Dave King                       | 1966  | PEC                    | N136        | Doug Weaver         |
| Wanton Witch                                        | Judson Grey                     | 1961  | Epic Books             | 119         |                     |
| Wanton's Embrace                                    | Bruce Frank                     | 1965  | Royal Line             | RL112       |                     |
| Wantons On Wheels                                   | John Dexter                     | 1969  | Candid Reader          | CA967       | Robert Bonfils      |
| Warm And Willing                                    | Jill Emerson                    | 1964  | Midwood Books          | 32-402      | photo               |
| Warped                                              | Michael Norday                  | 1955  | Beacon                 | B280        | Clement Micarelli   |
| Warped                                              | Michael Norday                  | 1963  | Beacon                 | B685F       |                     |
| Warped Desire                                       | Kay Addams                      | 1959  | Beacon                 | B289        |                     |
| Warped Women                                        | Janet Pritchard                 | 1951  | Uni Books              | 9           |                     |
| Warped Women                                        | Janet Pritchard                 | 1956  | Beacon                 | 121         | Robert Stanley      |
| Was She A Dyke?                                     | John Nemec                      | 1963  | Intimate Edition       | 727         |                     |
| Wayward Girl                                        | Orrie Hitt                      | 1960  | Beacon                 | B288        | Darcy               |
| We Love In Shadow                                   | Sylvia Sharon                   | 1964  | Domino Books           | 72-782      | photo               |
| We, Too, Must Love                                  | Ann Aldrich                     | 1958  | Gold Medal Books       | s727        | John Floherty       |
| We Two                                              | Ann Brady Clay                  | 1964  | Midwood Books          | F373        | photo               |
| We Walk Alone                                       | Ann Aldrich                     | 1955  | Gold Medal Books       | d1196       | John Floherty       |
| Wedding Night                                       | Evans Wall                      | 1960  | Beacon                 | 331         | Darcy               |
| Weekend Swappers                                    | Helen Delon                     | 1967  | After Hours            | AH155       |                     |
| Wet, Wild And Wonderful                             | Lucas J. Cassell                | 1967  | Midwood Books          | 34-888      |                     |
| What Color Is Love?                                 | Dark Honey                      | 1970  | Softcover Library      | S95205      |                     |
| Whatever Wanda Wants                                | Dan Brook                       | 1965  | Satan Press            | 116         |                     |
| When Ladies Love                                    | Jason Hytes                     | 1968  | Midwood Books          | 35-934      |                     |
| When Lesbians Strike                                | Frank G. Harris                 | 1965  | Saber Books            | SA-79       |                     |
| When Lights Are Low                                 | Dallas Mayo                     | 1963  | Midwood Books          | F315        | Paul Rader          |
| When Love Must Hide                                 | Jessica Bayne                   | 1964  | Domino Books           | 72-755      | photo               |
| Where Lovers Fear To Tread                          | Rea Michaels                    | 1964  | Domino Books           | 72-750      |                     |
| Which Lesbians Prefer Males?                        | Jack Vast                       | 1968  | Saber Books            | SA-133      |                     |
| Whipped Passions                                    | Sheila Morgan                   | 1964  | Boudoir Classics       | 0006        |                     |
| Whippersnapper                                      | Bud Conway                      | 1968  | Unique Books           | UB156       | Eric Stanton        |
| Whisper Of Love                                     | Fletcher Flora                  | 1959  | Pyramid Books          | G384        | Hugh Bell           |
| Whisper Their Love                                  | Valerie Taylor                  | 1957  | Crest Books            | 187         |                     |
| Whitecap Lesbian                                    | Rick Raymond                    | 1965  | Brandon House          | 723         |                     |
| Who Calls It Sin?                                   | Vicki Spain                     | 1966  | Domino Books           | 72-907      | photo               |
| Who Knows Love? (réédition de Strange Passions)     | Florence Stonebraker            | 1962  | Lancer Books           | 72-654      |                     |
| Who Seek In Shadow                                  | Vin Fields                      | 1965  | Domino Books           | 72-938      | photo               |
| Wide Open Town                                      | Jackson Harmon                  | 1967  | In Books               | 219         |                     |
| Wild Flesh                                          | Jack James                      | 1963  | Private Edition        | PE310       |                     |
| Wild Sea Bender                                     | Torkel Kane                     | 1965  | Royal Line             | RL102       |                     |
| Wild Spree                                          | Jay Davis                       | 1964  | Scorpion Books         | 101         |                     |
| Wild Woman                                          | Don Bartell                     | 1964  | Rex Books              | 901         |                     |
| Wild Women Of Wolf River                            | Frank Harris                    | 1963  | All Star               | AS5         |                     |
| Wild, Way Out, And Wanton                           | Clancy Markham                  | 1965  | Royal Line             | RL111       |                     |
| Willa                                               | Gilbert Terrell                 | 1961  | Dell Books             | B210        |                     |
| Willing Passion                                     | Dorine Clark                    | 1966  | Imperial Books         | IMP777      |                     |
| Woman At Work                                       | Dorine Clark                    | 1967  | Late Late Books        | LL210       |                     |
| Woman Doctor                                        | Sloane Britain                  | 1962  | Midwood Books          | F142        | Paul Rader          |
| Woman Of Darkness                                   | Monica Roberts                  | 1966  | PEC Giant              | G-1114      |                     |
| Woman's Darling                                     | A. L. Roget                     | 1964  | Domino Books           | 72-781      | photo               |
| Women In Prison                                     | Joan Henry                      | 1953  | Permabooks             | 239         |                     |
| Women In Prison                                     | Mike Avallone                   | 1961  | Midwood Books          | 120         |                     |
| Women in the Shadows (en)                           | Ann Bannon                      | 1959  | Gold Medal Books       | s919        |                     |
| Women Like Me                                       | Donna Richards                  | 1965  | Domino Books           | 72-915      | photo               |
| Women Of Beaver Mountain                            | Frank G. Harris                 |       | All Star               | AS6         |                     |
| Women Of The Green Cafe                             | anonyme                         | 1969  | Dell Books             | 9635        |                     |
| Women On The Wall                                   | Marshall McClintock             | 1954  | Pyramid Books          | 118         | Julian Paul         |
| Women's Barracks (Femmes Fatales)                   | Tereska Torrès                  | 1950  | Gold Medal Books       | 132         | Barye Phillips      |
| Women's Barracks                                    | Tereska Torrès                  | 1968  | Gold Medal Books       | s1171       |                     |
| Women's Ward                                        | Orrie Hitt                      | 1966  | Softcover Library      |             |                     |
| Women Without Men                                   | Alex Austin                     | 1957  | Lion Library           | LL141       | Stanley Borack      |
| Women Without Men                                   | Reed Marr                       | 1957  | Gold Medal Books       | 638         | Barye Phillips      |
| Women Who Seduce Girls                              | Dr. Guenter Klow                | 1969  | Documentary Classic    | DC502       |                     |
| World Of Women                                      | Carol Caine                     | 1968  | Midwood Books          | 34-121      |                     |
| World Without Men                                   | Trudy Starling                  | 1965  | Domino Books           | 72-795      | photo               |
| World Without Men                                   | Charles Eric Maine              | 1958  | Ace Books              | D-274       | Ed Emshwiller       |
| Worth Trying                                        | Paula Sherwood                  | 1966  | Unique Books           | UB113       | Gene Bilbrew        |
| Wrong Jail                                          | Monty Farrell                   | 1968  | Unique Books           | UB153       | Eric Stanton        |
| Wrong-Way Love                                      | Fern Burke                      | 1965  | Beacon                 | B828X       |                     |
| Yama, The Hell-Hole                                 | Alexandre Kuprin                | 1953  | Pyramid Books          | G50         |                     |
| Young And Innocent                                  | Edwin West                      | 1964  | Monarch Books          | 410         | Robert Maguire      |

## Adaptations cinématographiques
- That Tender Touch, film dramatique américain écrit et réalisé par Russel Vincent, sorti en 1969 ;
- The Dark Side of Tomorrow, film dramatique américain de Barbara Peeters et Jacques Deerson, sorti en 1970 ;
- Amours interdites : au-delà des préjugés, vies et paroles de lesbiennes, film documentaire canadien d'Aerlyn Weissman et Lynne Fernie, sorti en 1992.